# 五星物語
《五星物語》（簡稱：FSS）是永野護的科幻題材日本漫畫，自1986年起在角川書店的月刊雜誌《Newtype》上連載，1989年被改編為動畫電影，而漫畫至今仍然連載中。
本作的特色是其龐大的世界觀，所涉及的層面包括政治、歷史、文化、信仰、愛情、科技等；而敘事手法上亦與一般小說及漫畫不同，在事前就已經透過年表把各項大事一一記述，讀者就像在看歷史書一般。當中為人欣賞的還包括人物設計及機械設定，角色及機械每每是模型立體化的對象。

## 故事簡介
根據《五星物語》序章記述，故事講述遙遠的未來，一個由四個太陽系所組成的究加太陽星團裡亂世的戰爭中，光之神天照帝與其妻拉克西絲，以及眾多榮光的騎士們的故事。主線是圍繞不老不死的“光之神”天照帝及Fatima拉克西絲，由他們的認識、拉克西絲的失蹤及至他們所誕下超人類的女兒等等。支線則是在他們所身處的時空中究加太陽星團的戰亂及其他騎士們的故事。
故事共分為三部份：第一部故事圍繞天照帝統領究加太陽星團的經過，並以Fatima們的壽命將至問題作結；而第二部是講述寇拉斯六世反抗天照帝的替身Fatima尤龐得拉，以穿插形式出現在第一部中；第三部則是拉克西絲經歷了時空跳躍，出現在不同的時間及空間，而天照帝則搭乘戰艦「威爾」尋找她。最後《五星物語》結束於天照帝及拉克西絲婚盟上。
根據永野護的意思，《五星物語》是一部“有了結局”的故事。讀者必須先了解它的年表，初步對星團曆的各項大事有了認識，並且“進入”到故事之內。

### 創作背景
《五星物語》的設定承襲自《重戰機》，永野護曾經擔任過該作人設，並在富野由悠季同意下繼承使用。他曾說過，《五星物語》先有了身體，才有頭尾，所謂「身體」，即是指重戰機及相關設定。

## 登场角色

### A
- 阿比晏·疋棟齋（Abien Hietsai）：費摩爾帝國的筆頭騎士。
他是費摩爾帝國的強天位騎士，被稱為帝國最強的騎士，現時雖處於半退休狀態，但仍然執掌帝國的騎士團長官一職。除此之外，他亦是一有名的刀匠，包括製作有迪普雷·禪·阿托爾的清淨刀。
  - 星團曆2998年，在費摩爾帝國的皇宮地底，與皇帝雷達八世、史迪爾·庫普博士、巴魯米多蘭·夏普斯博士及多·拉·費摩爾遇上正在逃亡的克莉絲汀·碧。阻止了比歐列特·特萊頓的行動，讓克莉絲汀成為皇帝代理騎士。～《騎士們：Episode:6 孔雀色的寶石》
  - 星團曆3030年，與皇帝戴·古·費摩爾五世在博斯的上空，觀看哈斯哈聯合共和國及巴哈托瑪魔法帝國的戰爭。～《大君主的調律：Part 1: 44分鐘的奇蹟～哈斯哈淪陷》
- 阿蕾克托（Alekto）：鉻·巴蘭榭博士製作的第39號Fatima，「復仇三女神」之一。
她是鉻·巴蘭榭博士製作的第39號Fatima[1]，「復仇三女神」之一。除駕駛MH的任務外，她也是愛謝·紅壇鼎的秘書，星團少數參與行政的Fatima。
  - 星團曆2989年，與天照帝及拉克西絲等人在蒂爾塔·貝倫的浮游城內討論在朱諾寇拉斯王朝與哈格達帝國的戰況及鉻·巴蘭榭博士所製作的Fatima編號。-《命運三女神-可羅索》
  - 星團曆2989年，在博斯的卡斯提波被泉興京巴挾持，與愛謝·紅壇鼎駕駛MH「十字幻象」迎戰梅優優朝廷的依拉司教，敗北而被困在駕駛倉，幸得雷龍所救。-《交通網I》
  - 星團曆2992年，在博斯治療因與古·方·司馬交手而受傷的愛謝，並駕駛MH「忍式幻象」搜索雷帝歐斯·蘇普及擊敗排帕騎士的依安·克尼希。-《命運三女神-流浪的阿特洛玻絲》
- 安卓美達（Andromeda）兵：首次於《大君主的調律》出場，但其名字早於《騎士們》時已有出現。
她是鉻·巴蘭榭博士冠名製作的第19號Fatima。
*星團曆2974年，在鉻·巴蘭榭博士的Fatima發佈會上，以「返還Fatima」的身份認年幼的克拉肯培爾·梅優優為主人。～《騎士們：Episode:4 被皇帝們玩弄之木偶》
*星團曆3030年，與主人克拉肯培爾一同出現在哈斯哈聯合共和國的國境，駕駛MH「姬沁金剛」對抗費摩爾帝國的克莉絲汀·碧，及後更遇上戴·古·費摩爾五世而撤離。～《大君主的調律：Part 1: 44分鐘的奇蹟～哈斯哈淪陷》
- 亞璐爾·美樂蒂（Arr Fortissimo Melody 4）：寇拉斯王朝美樂蒂王家後人，「暴風三王女」之一。
亞璐爾是寇拉斯王朝美樂蒂王家的第4代繼承人，帶有寇拉斯王家直系的騎士血統。但由於她的父親與阿托爾聖導王朝皇帝鈉·芬芙特·阿托爾發生不倫之戀，且生下鈉·辛格·櫻子，美樂蒂家被取締，而自己則過著流浪逃避通緝的生活。在流浪期間，她曾待在出雲宇宙都市，帶著懷園劍 (雄劍)的她與弟子馬猶爾·雷賓亥特正式進入舞台。於星團曆3010年，在羅塔斯·巴倫卡的引薦及瑪格達魯·阿托爾的要求下，留在哈斯哈聯合共和國成為迪普雷·禪·阿托爾的師傅。她後來與雪蕾·寇拉斯及瑪洛莉·麥斯納合稱為「寇拉斯旋風三王女」。
  - 星團曆3007年，與弟子馬猶爾·雷賓亥特離開出雲宇宙都市。～《帝王聖典》
  - 星團曆3010年，在羅塔斯·巴倫卡的引薦下，到達哈斯哈聯合共和國面見瑪格達魯·阿托爾及迪普雷·禪·阿托爾。在瑪格達魯說出她的目的後，願意成為迪普雷的師傅。～《騎士們：終章I 海市蜃樓的使者》
  - 星團曆3030年，當巴哈托瑪魔法帝國進襲哈斯哈聯合共和國時，在道格拉斯·懷園的命令下，帶同迪普雷及瑪格達魯撤退。～《大君主的調律：Part 1: 44分鐘的奇蹟～哈斯哈淪陷》
  - 星團曆3075年，與瑪洛莉·麥斯納及雪蕾·寇拉斯合稱的「暴風三王女」一同參與光復哈斯哈聯合共和國的魔導大戰。～《大君主的調律：Part 1: 44分鐘的奇蹟～哈斯哈淪陷》
- 阿特洛玻絲（Atropos）：鉻·巴蘭榭博士製作的第43號Fatima，「命運三女神」之一，因怨恨鉻·巴蘭榭博士而逃走。
她是鉻·巴蘭榭博士製作的第43號Fatima[1]，「命運三女神」之一[2]，没有按照星团法规定接受精神控制。她因怨恨巴蘭榭博士而從中逃走，以AT之名冒充人類，成為游擊隊的領袖。與劍聖道格拉斯·懷園擊退梅猶·斯卡後，再次踏上流浪的旅程。在流浪期間，生活在博斯的卡斯提波，並改造MH「王者」（舊譯：歐傑）成單人駕駛。星團曆2992年，遇上末三而救了雷帝歐斯·蘇普，駕駛「王者」與愛倫·布拉弗多展開MH戰而敗。及後在成功逃脫後，獲天照帝給予她天照王家的身份，賜名A·T·瑞穆，並給予騎士籍。再次踏上流浪旅程的她，亦同时培育末三。在天照帝向星團各國展開大侵攻後，她回到天照帝身邊協助他。及至天照帝退隱後，下嫁於尤龐德拉。最後敗給寇拉斯六世及可羅索，天照王國協同告滅亡。
作為代替養育末三的代價，她希望LED龍在她所希望的同時，用他的火焰燒死她，與所有跟她擁有一樣願望的Fatima們。
  - 在《命運三女神-拉克西絲》及《命運三女神-可羅索》中，交待了阿特洛玻絲是因怨恨鉻·巴蘭榭博士而逃走。
  - 星團曆2989年，阿特洛玻絲隱藏自己Fatima的身份，改名AT擔任博斯反政府游擊隊的領袖，遇上了逃亡中的劍聖道格拉斯·懷園。她使出了「飛燕劍」擊倒了懷園，並且拘留他於村莊內。但因政府軍的攻擊，而要求懷園協助，並操控MH「修佩魯塔」（又稱「白銀之騎士」或「水龍」），擊退政府軍後下落不明。-《交通網I：博斯的精靈·修佩魯塔之章》
  - 星團曆2992年，在博斯的卡斯提波遇上LED龍的幼生「末三」，並救了失去力量的雷帝歐斯·蘇普[3]。在被愛倫·布拉弗多追捕時，獨自駕駛MH「歐傑」與之周旋，最後敗北而逃。在蘇普被救後，接受了養育末三的命運。離去時遇上皇后，看見未來所發生的事情。-《命運三女神-流浪的阿特洛玻絲》
  - 星團曆2995年，與末三解救了被襲擊的「黑色的死之女神」芭夏，發現黑龍正在保護芭夏。-《騎士們：Episode:8 交通網2-黑色的死之女神》
  - 星團曆4100年，與尤龐得拉駕駛MH「黃金電騎士AT」，和由可羅索與寇拉斯六世駕駛的MH「裘諾安」展開激戰并落敗，尤龐得拉戰死。-《命運三女神-流浪的阿特洛玻絲》
- 敖珂索（英文：Auxo），是日本漫畫家永野護所創作的科幻漫畫《五星物語》的角色，按照故事連載時間，首次於《交通網I》出場。
她是鉻·巴蘭榭博士冠名製作的第38號Fatima[1]，「優美三女神Ⅱ」之一。他在一次與主人劍聖道格拉斯·懷園的行動中，捨身抵擋攻擊而受了重傷，在普莉森·寇克斯博士的診斷下，相信會失去所有記憶。但因巴蘭榭博士在她處裝上「複數的情報體」，而能自行回復記憶。
她原是究加太陽星團最初之Fatima弗卡絲萊特，其主人為最初之劍聖納坎德拉·斯巴斯。在斯巴斯死後，弗卡絲萊特為了繼續跟隨純血騎士而要求巴蘭榭博士將她重造，並成為了專為懷園而生的敖珂索。在懷園於星團曆3030年死後，星團給予她無瑕級的稱號，而稱呼她為「石榴石敖珂索」。
於星團曆3075年，當密詩被囚在巴哈托瑪魔法帝國時，經已壞掉。後來再經由密詩重造，成為寇拉斯六世的Fatima蒂爾塔·貝倫。

### B
- 巴巴柳斯·碧（Barbaluse V）：費摩爾帝國諾耶·希爾提斯黑團成員。
他原是費摩爾帝國諾耶·希爾提斯青團領隊，但因敗給狄克斯·懷茲梅爾的恥辱而被革除領隊一職，轉為黑團成員。他是後來成為青團領隊的布略諾·坎吉安的師傅。因女兒克莉絲汀·碧殺死同校上級生的緣故，在雷達八世面前自盡。
  - 星團曆2985年，在達卡拉的內戰中，駕駛著星團三大MH「賽連」敗給狄克斯·懷茲梅爾，受辱回國，被除去諾耶·希爾提斯青團領隊的職位。～《騎士們：Episode:8 交通網2～黑色的死之女神》
  - 星團曆2989年，因為拉爾哥·肯陶里在朱諾與寇拉斯三世之戰中戰死，諾耶·希爾提斯三團總指揮的位置懸空。為了避開爭鬥而獨自離開到博斯的卡斯提波修行。在市街上阻止了庫伯魯坎法國的繆茲·邦·雷巴克牽涉入古·方·司馬的事端中，又在Wax-Trax酒吧與繆茲聽取老闆有關道格拉斯·懷園的情報。及後看見泉興京巴挾持愛謝·紅壇鼎的Fatima阿蕾克托，跟著他們來到了龍道而發現梅優優朝廷的戰艦，並且通知繆茲。～《交通網I》
  - 星團曆2998年，因女兒克莉絲汀·碧不堪侵害而殺了同校的上級生，急速由博斯回國，在雷達八世面前為了替她贖罪而自行了斷。～《騎士們：Episode:6 孔雀色的寶石》
- 芭可絲瓊（Bashikustual）
鉻·巴蘭榭所製做no.11的Fatima，為天照所擁有，原則上沒有固定的主人，協助了幻象系列MH的開發；特徵是可單人同時操縱五架MH。對她而言，感情是不存在的，也因此施與Fatima的「感情控制」沒有施加在她身上的必要。芭可絲瓊的實戰模式名是「The B.R.I.D.E.」（別稱：冰之花嫁）；愛謝在與阿蕾克托搭檔之前，就是帶著她當夥伴長久在各地反覆著進行實戰。愛謝與Bride與宏德幻象的MH擊破數是12架，再加上搭配羅格那、蘭得及戴格艾蘭等的實戰經驗將紀錄提升，留下了總擊破數38架的超強紀錄。
  - 星團曆2988年貝爾‧克雷爾（Bell. Creal）號戰艦來到巴斯特紐城之時，她也在艦上，是為了預防萬一要駕駛黃金騎士（KOG）之用。
  - 星團曆4100～，為35號幻象騎士－史培克塔女士擔任雷德‧幻象的Fatima。
- 貝斯特·歐比特（Bestor "Close" Orbit）：左翼幻象騎士團9號，歐比特公爵，斑鳩王子的參謀。
- 彼尤頓·柯拉拉（Bijotorn Corlala）：右翼幻象騎士團15號。
- 比歐列特·特萊頓（Biorate Tryton）：費摩爾帝國皇帝警護騎士的方塊。
他是費摩爾帝國雷達王家的成員。在第238任皇帝戴·古·費摩爾五世登基後，成為皇帝警護騎士的方塊。
  - 星團曆2998年，在戴·古·費摩爾五世的暗中命令下，帶同諾耶·希爾提斯騎士前往巴巴柳斯·碧家逮捕殺死同校上級生的克莉絲汀·碧。中途被克莉絲汀逃走，追捕至宮殿的地下而遇上皇帝雷達八世。～《騎士們：Episode:6 孔雀色的寶石》
  - 十分疼愛因為殺人而遭受不名譽對待的克莉絲汀，是如親生女兒的對待，也會擔心克莉絲汀在壓抑的自我下，是否渴望與同齡少女般的生活。
  - 星團曆3007年，與克莉絲汀前往巴金·拉康帝國接受騎士稱號，並要求布拉烏瑪·伊庫照顧克莉絲汀。～《騎士們：Episode:9 劍聖來訪》
  - 星團曆3030年，在巴哈托瑪魔法帝國與哈斯哈聯合共和國的戰爭中，與布略諾·坎吉安一同護衛克莉絲汀與梅優優朝廷交戰。在克莉絲汀精神崩潰時，協助她逃走。～《大君主的調律：Part 1: 44分鐘的奇蹟～哈斯哈淪陷》
- 布略諾·坎吉安（Blreno Canzian）：費摩爾帝國諾耶·希爾提斯青團領隊，皇帝警護騎士的紅心。
他是費摩爾帝國諾耶·希爾提斯的騎士，巴巴柳斯·碧的弟子。他隨同原總騎士團長的拉爾哥·肯陶里裝扮成傭兵彩虹布雷協助哈格達帝國侵略寇拉斯王朝。在拉爾哥死後，幸被他的Fatima帕拉夏所救而檢回一命。及後他成為諾耶·希爾提斯的青團領隊，在第238任皇帝戴·古·費摩爾五世就任後，同時成為皇帝警護騎士的紅心。
  - 十分疼愛因為殺人而遭受不名譽對待的克莉絲汀。
  - 星團曆2989年，以彩虹布雷的身份跟隨拉爾哥·肯陶里協助朱諾的哈格達帝國侵略寇拉斯王朝。在拉爾哥戰死敗仗下，幸得哈斯哈聯合共和國的雅珀·碧特所救。在雷達八世前欲自殺謝罪，但被雷達八世阻止。本身對Fatima充滿歧見的他，因得帕拉夏相救而稍微改觀。-《命運三女神-可羅索》
  - 星團曆2998年，因克莉絲汀·碧把同校的上級生殺死，與巴巴柳斯·碧急速回國。在雷達八世面前，巴巴柳斯遺下配劍給他而自盡。在克莉絲汀承擔起皇帝代理騎士時，把巴巴柳斯的死訊及配劍交給她。-《騎士們：Episode:6 孔雀色的寶石》
  - 星團曆3030年，與克莉絲汀、比歐列特·特萊頓及費摩爾帝國的騎士們進駐哈斯哈聯合共和國的國境，對抗由克拉肯培爾·梅優優所帶領的梅優優朝廷的軍隊，及後協助精神錯亂的克莉絲汀撤退。-《大君主的調律：Part 1: 44分鐘的奇蹟-哈斯哈淪陷》
- 布拉烏瑪·伊庫（Brama IK）
她是費摩爾帝國的總騎士團長兼諾耶·希爾提斯紅團領隊，整個費摩爾帝國的騎士團，包括皇帝警護騎士均由她所統領。
  - 星團曆2998年，在克莉絲汀·碧從比歐列特·特萊頓手上逃走後，猜疑為何押解克莉絲汀的人這麼快到達皇宮，並派人協助追捕。～《騎士們：Episode:6 孔雀色的寶石》
  - 星團曆3007年，與克莉絲汀前往巴金·拉康帝國要求騎士稱號。當克莉絲汀與瑪瑪多亞·猶奏塔發生爭執，而要面對強大的道格拉斯·懷園時，企圖出手協助，但被慧茄·戴·古·費摩爾所阻止。及後在戴·古·費摩爾五世前，接受任命統管皇帝警護騎士。～《騎士們：Episode:9 劍聖來訪》

### C
- 千妲娜（Candana）
她是鉻·巴蘭榭博士冠名製作的第5號Fatima。在她被發表後，成為了費摩爾帝國皇后，且是劍聖的慧茄·戴·古·費摩爾的搭檔，巴蘭榭博士之名亦因她而被受究加太陽星團所關注。在慧茄退休後，由她的孫子戴·古·費摩爾五世連同MH「賽連·炎子」一起繼承了千妲娜。他相信千妲娜是星團曆3000年代，費摩爾帝國最強的Fatima。
  - 星團曆3007年，與戴·古·費摩爾五世到訪巴金·拉康帝國，在克莉絲汀·碧及瑪瑪多亞·猶奏塔被劍聖道格拉斯·懷園擊倒後，協助醫治她們。～《騎士們：Episode:9 劍聖來訪》
  - 星團曆3030年，與戴·古駕駛MH「賽連·炎子」出擊救援作為費摩爾帝國先鋒的克莉絲汀，並成功進駐哈斯哈聯合共和國國境。～《大君主的調律：Part 1: 44分鐘的奇蹟～哈斯哈淪陷》
- 卡那哈（Ccanahart）：鉻·巴蘭榭博士製作的第27號Fatima。
- 克莉絲汀·碧（Christine V）：巴巴柳斯·碧的女兒，費摩爾帝國皇帝代理騎士，因為過去所犯的罪刑與後來為了贖罪所做的一切，被費摩爾的人民認為ˊ她就是費摩爾的象徵，因為其實力之高超，就學時已經在擔任教練而非習藝。
她是原諾耶·希爾提斯青團團長巴巴柳斯·碧的女兒，幼年時原就讀一般學校，但父親敗給(當時還默默無名的)狄克斯有損費摩爾的武名，使得克莉絲汀遭到一群惡劣的學長以此為由侵害。後來她不堪此苦而出手殺死了那些學長，而要遭受處刑。在戴·古·費摩爾五世的暗中干預下，雷達八世因MH「賽連·海子」的緣故下，把她立為雷達家的Highlander。
當戴·古·費摩爾五世就任為費摩爾帝國第238任皇帝後，由巴金·拉康帝國的坎伯·拉·錫拉給予皇帝代理騎士的稱號。
  - 星團曆2998年，因不堪學長的侵害而使用騎士的力量殺了一般人，在巴巴柳斯·碧家被比歐列特·特萊頓押解前往接受審判。途中逃走至費摩爾帝國的宮殿地底，遇上喬裝的皇帝雷達八世、筆頭騎士阿比晏·疋棟齋、史迪爾·庫普博士、巴魯米多蘭·夏普斯博士及多·拉·費摩爾。聽了雷達八世訴說著騎士的痛苦及MH「賽連·海子」的保護後，選擇成為皇帝代理騎士。從町及布略諾·坎吉安得知父親的死訊及接受町成為她的Fatima。～《騎士們：Episode:6 孔雀色的寶石》
  - 星團曆3007年，前往巴金·拉康帝國要求聖帝坎伯·拉·錫拉賜予皇帝代理騎士的稱號，在聖帝面前忍氣吞聲而避免了與瑪瑪多亞·猶奏塔對決。及後在市街再次遇上猶奏塔，在慧茄·戴·古·費摩爾的鼓吹下，與猶奏塔因道格拉斯·懷園的緣故而拔劍開打。但卻被懷園所阻止，更被懷園輕易的擊倒，後由慧茄給予天位的稱號。～《騎士們：Episode:9 劍聖來訪》
  - 星團曆3030年，接受戴·古·費摩爾五世的命令駕駛MH「賽連·海子」進駐哈斯哈聯合共和國境內，對抗梅優優朝廷。因是初陣的關係而出現精神錯亂，在町獨力帶著她撤離戰線時，被戴·古·費摩爾五世所救。～《大君主的調律：Part 1: 44分鐘的奇蹟～哈斯哈淪陷》
- 可羅索（Clotho）：鉻·巴蘭榭博士製作第45號Fatima，「命運三女神」之一。
在1989年的動畫電影《五星物語The Movie》中，由佐久間レイ配音。[4]
她是鉻·巴蘭榭博士冠名製作的第45號[1]，「命運三女神」之一[2]，亦是他最後的作品。在完成培養後，巴蘭榭博士並沒有按照星團法替她進行精神控制。
在發佈會前，她從囚禁中逃走出來。在被追捕期間，從寇拉斯三世的面孔下看見了未來的寇拉斯六世，因而誤認了寇拉斯三世為主人。她能看見未來，包括能看見未來她真正的主人：寇拉斯六世，聽見未來緹塔與依絲特之戰及預測了寇拉斯三世的死。在她眼中的拉克西絲，亦是成長為「時間女神」的拉克西絲。[3]
可羅索的實力在星團中是君臨所有Fatima，甚至能單憑一己之力操縱MH，在為Fatima評論其能力的分級中，甚至有一級是專為她而設的。
她其實是害怕MH的，甚至看見也已經感到很害怕。她懼怕的並不是MH，而是自己那所擁有究加太陽星團最強大的力量。在寇拉斯三世死後，可羅索亦一併的與MH「裘諾安」沉睡，被冠以「永恆夢幻無瑕級」（FF）的品格，是為寇拉斯王朝的守護神。
  - 星團曆2988年，在亞特拉鉻·巴蘭榭博士最後的Fatima發佈會舉行前逃走，途中被寇拉斯三世所救，在朦朧中誤認他為主人。-《命運三女神-拉克西絲》
  - 星團曆2989年，跟隨寇拉斯三世前往朱諾，因害怕而未曾操控MH。及後烏莉可兒在MH「裘諾安」初出場時為救寇拉斯三世而死，遂代替她操控裘諾安與寇拉斯三世出戰。戰事中，寇拉斯三世遭伏擊而死，可羅索在裘諾安的請求下與它融合，擊退敵軍，並從此與裘諾安進入沉睡狀態。沉睡中的可羅索看見未來自己真正的主人：寇拉斯六世。-《命運三女神-可羅索》
  - 星團曆2995年，在雪莉·蘭達斯·克雷汀修凡茲準備在天照帝面前一死時，向天照帝昭示了有關將來雪莉血脈的重要。-《騎士們：Episode:2 蒂爾塔·貝倫2995》
  - 星團曆4100年，與寇拉斯六世駕駛MH「裘諾安」，擊破由尤龐得拉及阿特洛玻絲駕駛的MH「黃金電騎士AT」。-《命運三女神-流浪的阿特洛玻絲》
- 寇拉斯三世（Colus III）：全名為寇拉斯23世，寇拉斯王朝的武帝，是「風之神」。
在1989年的動畫電影《五星物語The Movie》中，由井上和彥配音。[5]
他是寇拉斯王朝的皇帝，被究加太陽星團稱作「武帝」的騎士。三世是他的簡稱，實際應該是寇拉斯23世[6]。他與皇后艾爾梅拉·寇拉斯生下女兒雪蕾·寇拉斯，及遺孤寇拉斯四世。因他與他的搭檔Fatima烏莉可兒的關係，使得艾爾梅拉十分痛恨Fatima。
他致力於發展及改良寇拉斯王朝的MH，用了30年時間設計出MH「裘諾安」（恩蓋季SR2）及武器「矛狀廣射砲」。
他實際是「風之神」，死後轉生成寇拉斯六世。
  - 星團曆2875年，寇拉斯王朝成立，並於同年出生。
  - 星團曆2957年，被寇拉斯二世吩咐前往拜訪住在卡拉米迪的摩拉多·卡拜特博士。途中誤闖邊境被拉爾哥·肯陶里所傷，幸被第二代黑騎士羅多斯·德拉庫恩所救，送往摩拉多博士處接受治療。其後更獲得Fatima烏莉可兒，與羅多斯周遊星團。-《命運三女神-可羅索》
  - 星團曆2988年，為要與摩拉多博士再會，而前往阿特拉的貝特路卡。途中發現及救回逃走了的可羅索，更被誤認為主人，並就此接收了可羅索。其後亦有協助雷帝歐斯·蘇普及拉克西絲逃走。-《命運三女神-拉克西絲》
  - 星團曆2989年，與烏莉可兒操控MH「裘諾安」往前線索取敵軍資料。但因裘諾安的出力問題，被敵軍所傷。烏莉可兒為救主人而犧牲，幸得天照王國協的弗克·U·羅格納所救。在獲得蘇普、羅多斯、摩拉多博士及波特·維拉得的協助下，改造「裘諾安」。與可羅索於前線督師反擊哈格達帝國，卻因遭伏擊而被拉爾哥所殺。-《命運三女神-可羅索》
- 寇拉斯六世（Colus VI）：全名為寇拉斯26世，易名拉貝爾，反抗天照王國協的一員。
他是寇拉斯五世所生的兒子，寇拉斯王朝的遺孤，六世是他的簡稱，他應該是寇拉斯26世。在天照王國協的大侵攻下，王朝被毀。幼年的他被送往博斯的卡斯提波，避開追捕。他易名拉貝爾，加入反天照軍，騎士的血統直至後期才覺醒。
後來他即位帶領反天照軍，成功解放全星團。最後與蒂吉娜·麥斯納結婚。
在夢境中看見了前世，因此察覺到現在的天照帝是假的(天照帝是白子，所以眼睛是紅色的，可是尤龐德拉的眼睛顏色是紫色)。
他其實是「風之神」寇拉斯三世的轉生。
  - 星團曆3960年，寇拉斯王朝滅亡，同年出生的他在巴蘭卡家的女帝阿坦塔的協助下，逃往博斯。
  - 星團曆4050年，在反天照軍與麥斯納家公主蒂吉娜·麥斯納相遇。
  - 星團曆4061年，騎士血統醒覺。
  - 星團曆4062年，遇上多位騎士的後代，並接受雷帝歐斯·蘇普的訓練及懷園劍的託付。
  - 星團曆4071年，與反天照軍在亞特拉的巴斯特紐出現，遇上遁隱的幻象騎士團33號的雅拉特·艾克斯。-《命運三女神-可羅索》
  - 星團曆4076年，認識了維·路茲。
  - 星團曆4080年，公開即帝位宣言，成為反天照軍的首領，反攻天照王國協。
  - 星團曆4090年，解放博斯。
  - 星團曆4100年，帶領反天照軍進攻蒂爾塔·貝倫。駕駛MH「裘諾安」打敗尤龐得拉，浮游城被擊沉。-《命運三女神-流浪的阿特洛玻絲：蒂爾塔·貝倫4100 B Side》
  - 星團曆4101年，解放全星團。
  - 星團曆4103年，與蒂吉娜結婚。
  - 星團曆4255年，於295歲時去世。

### D
- 戴格艾蘭·羅斯（Dageiran Ross）：第一期右翼幻象騎士團2號，諾厄斯克王國元首，天照帝的資政。
- 戴·古·費摩爾五世（Dai Go Fillmore V）：費摩爾帝國的第238任皇帝。
- 蒂吉娜·麥斯納（Daizna Meistner）：寇拉斯王朝麥斯納家遺孤，與寇拉斯六世一同加入反天照軍。
- 狄克斯·懷茲梅爾（Decors Weissmel）：人稱「狂騎士」，第三代黑騎士，巴哈托瑪魔法帝國黑騎士團團長。
- 諦默斯·海亞拉奇（Deimos Hiarak）：劍聖。道格拉斯·懷園的師父，人稱「瘋狂默斯」。第一期幻象騎士團1號。
- 迪普雷·禪·阿托爾（Depre Zen Atoll）：劍聖道格拉斯·懷園的兒子，哈斯哈聯合共和國騎士。
- 金剛·紐特拉爾博士（Diamond Neutral, Dr.）：身在出雲宇宙都市的罕有的十線博士，同時也是一名騎士。
- 道格拉斯·懷園（Dougulus Kaien）：劍聖，AD世紀純血騎士。究加太陽星團最強的騎士，諦默斯·海亞拉奇的徒弟。

### E
- 雅達（Eatta）
她是鉻·巴蘭榭博士製作的第7號Fatima，被冠以「白色雅達」的無瑕級稱號。她是專為巴比倫國王弗克·U·羅格納而設計的Fatima，且是他的妻子，其名來自羅格納的母親。
  - 星團曆2988年，在亞特拉的巴斯特紐，暗中保護正在逃走的雷帝歐斯·蘇普及拉克西絲。-《命運三女神-拉克西絲》
  - 星團曆2989年，與弗克·U·羅格納追蹤彩虹布雷的行動至朱諾，救回受傷了的寇拉斯三世。-《命運三女神-可羅索》
  - 星團曆4100年，與羅格納一起在浮游城出現，在搭救了梅加耶拉等人後駕駛MH「雲史卡茲」脫出。-《命運三女神-流浪的阿特洛玻絲：蒂爾塔·貝倫4100 B Side》
- 依絲特（Est）：由摩拉多·卡拜特博士製作的Fatima，她的歷代主人均被冠上黑騎士的稱號。在她尋找下一任主人的期間會成為芭夏，隱藏她的的真實身份。
她是摩拉多·卡拜特博士製作的Fatima，是專為由盧米蘭·庫洛斯賓博士所製造，配有AD世紀雅昂·伐修公主徽號的MH「伐修」而設計。依絲特的誕生是完全為要與MH「伐修」同步，她是安裝了一套全究加太陽星團僅有的「Synchronize Flutter」系統。凡被她承認的主人均被冠以「黑騎士」的稱號。這個黑騎士、依絲特及MH「伐修」的組合，可以發揮出高兩級的能力。正因這樣，有很多騎士為爭奪成為她的主人而流血。庫洛斯賓博士卻因勞心而死亡（有傳是被爭奪依絲特的騎士所殺）；摩拉多博士卻出走學術界，逃避至星團的郊外地方。摩拉多博士賦予她能按自己的意願尋找主人的系統，使她在尋找主人期間會隱藏自己並以「黑色的死之女神」芭夏的身份出現。她在寇拉斯王朝的協助下，而躲藏在星團的某一處。直至到星團曆2885年，她才承認第一位的主人：即第一代黑騎士慈利·派多爾。她在尋找主人及與主人一起的的過程中，學習不少騎士的劍技，所以她有著並不尋常的戰鬥力。她與其他Fatima不同的是：她不是為了騎士而生，而是把所有的力量灌注在MH的身上。星團上甚至有人認為最高品格的「芙羅瑞斯」是為了她而設立的。除了黑騎士外，她亦會認一些騎士為主人而不冠以黑騎士的稱號。就如寇拉斯二世、克拉肯培爾·梅優優、天照帝及寇拉斯六世。在與這些非黑騎士的主人一起時，她就曾不斷的調校不同的MH，其中有「姬沁金剛」、「最強幻象」等，她的MH操控力亦累積至非常可怕的地步。

### F
- 弗卡絲萊特（英文：Focuslight），是費茲公國第八代大公鋰·巴蘭斯博士按照其第六代大公鈾·巴蘭斯博士的「生體演算理論」而製造究加太陽星團第一個的Fatima，是最初四人中的一人[7]。
由於她的誕生是源自天照王國協古利斯王國天照王家祖皇雷帝歐斯·弗卡斯萊特凍結的超帝國騎士納坎德拉·斯巴斯的細胞，她的名字亦取自天照祖皇，以對她的尊敬。
她的主人就是在醒來後成為最初的劍聖，費茲公國首席騎士的斯巴斯。在斯巴斯死後，她要求鉻·巴蘭榭博士將她重造，並加入了龍的生命資訊，只要還有一個細胞的存在，都能將記憶及能力完全再生的Fatima，繼續追隨純血騎士。她的母體亦隨之而消滅。
為了嘉許她作為星團最初四個Fatima的貢獻，她亦與其他三人一樣被給予了無瑕級的稱號。

### G
- 傑羅·斯嘎斯柯涅（Gellow Sgas-cone）：費摩爾帝國諾耶·希爾提斯的騎士，在彩虹布雷時稱為“黃頭傑羅”。
- 古·方·司馬（Gong Pān Sì Mǎ）：左翼幻象騎士團3號，伊繆國王子。
- 格拉得·希得米安（Grard Sydmian）：第五代黑騎士，稱被為“伐修格拉得”，寇拉斯王朝軍團長。
- 格林·涅帕（Green Neiper）：天照王國協天照王家裁判官「聖院」，長眠於「海市蜃樓」。

### H
- 赫雅朵·古洛華（Haird Grover）：首次於《騎士們》中出場，是哈斯哈聯合共和國AP騎士團6名皇帝支隊成員中的領隊，專職守護皇帝穆古彌卡·阿托爾。
  - 星團曆3010年，從麥可·裘依·基拉處認識了亞多·傑尼亞梭塔及希恩·蒙塔，並對道格拉斯·懷園逃避密詩感到奇怪。～《騎士們：終章I 海市蜃樓的使者》
  - 星團曆3030年，守護在皇宮，看著懷園與穆古彌卡·阿托爾的死去。當炎之女皇帝燒毀皇宮前，按著指示帶著受傷的瑪格達魯·阿托爾逃避追捕。～《大君主的調律：Part 1: 44分鐘的奇蹟～哈斯哈淪陷》
- 哈露貝爾（英文：Harper），是日本漫畫家永野護所創作的科幻漫畫《五星物語》的角色，按照故事連載時間，首次出現在《騎士們》。
她的原身是由鋰·巴蘭斯博士製作的究加太陽星團最初的四個Fatima之一的茵塔希緹（英文：Intercity）。因寧願跟隨騎士而不想成為博物館的展覽品，遂要求鉻·巴蘭榭博士將她的記憶加密，而成為了哈露貝爾。
她600多年的戰鬥經驗，使得在面對在演算性能有壓倒性優勢的絲芭莉秋妲時，仍然能反模擬對方，成功避開攻擊。但因壽命的緣故而成為星團第一個自然死亡的Fatima，並令製作者們醒覺Fatima亦有其壽限。因著這樣的關係，在她死後星團亦給予了她最高品格的無瑕級稱號。
  - 星團曆2959年，當梅加耶拉被波特·維拉得嚇跑而掉落工場時，與鉻·巴蘭榭博士看著維拉得救了梅加耶拉。～《騎士們：Episode:4 被皇帝們玩弄之木偶》
  - 星團曆2974年，當梅加耶拉認維拉得為主人後，氣匆匆的巴蘭榭博士說不明白梅加耶拉及她的想法。相信於此時向巴蘭榭博士要求把記憶加密，並成為哈露貝爾。～《騎士們：Episode:4 被皇帝們玩弄之木偶》
  - 星團曆2997年，隨主人汪坦·哈雷與哈斯哈聯合共和國AP騎士團前往蒂爾塔·貝倫時，哈雷因想把壞了的她交予摩拉多·卡拜特博士診治，而成為逃兵駕駛MH「A-Toll·EBS」離開。在亞特拉逃避史克利提隊的追捕而反模擬了絲芭莉秋妲，及後卻失去知覺。醒來後由摩拉多博士向眾人指出她就是究加太陽星團最初的四個Fatima之一的茵塔希緹，並因壽命到了盡頭而死亡。～《騎士們：Episode:4 被皇帝們玩弄之木偶》
- 休特蘭（Hugtrang）：鉻·巴蘭榭博士製作的第21號Fatima。
編號21的Fatima休特蘭，擁有著超越Fatima皇后、帕爾提娜之性能。為了讓她能更加超越原本就有的Fatima最高性能等級的3A數值，鉻·巴蘭榭給予了她「自我鍛鍊程式」。但這個程式卻造成她自己做出一個結論：「挑選最弱的騎士做為夥伴，去和最強力的騎士戰鬥」。她追求著近乎絕境的苦戰，藉此鍛鍊自己的能力。做為一個兵器的用途，休特蘭算是失敗作品（只願意和弱小的騎士搭檔，等同抵消了她星團最強的性能）；但是以一個Fatima而言，她本身是個超一流的Fatima。
  - 星團曆3025年，以假名愛蜜莉與環謝·紅壇鼎相識，並認其為主人。-《番外篇ROMENADE》
  - 星團曆3030年，與環榭搭檔駕駛改過塗裝的K.O.G前往那卡卡拉參與魔導大戰。-《交通網III=part1.前往聖宮蘭恩》。

### I
- 依安·克尼希（Ian Konig）：前排帕騎士，回復費摩爾帝國騎士身份後，成為皇帝警護騎士的黑桃。
他原身是費摩爾帝國諾耶·希爾提斯的騎士，後加入排帕騎士成為傭兵。在排帕騎士協助席布爾軍與天照王國協的對抗中，排帕騎士被完全瓦解。他後來透過巴巴柳斯·碧的引介下回復費摩爾帝國的騎士身份。當第238任皇帝戴·古·費摩爾五世登基後，他便成為皇帝警護騎士的黑桃。另外，他亦擁有博士的頭銜。
  - 星團曆2992年，以排帕騎士的身份跟隨排帕將軍協助博斯的席布爾國尋找「生命之水」，認識了愛倫·布拉弗多。及後駕駛MH「拜歐拉」與天照王國協的愛謝·紅壇鼎交手，並因愛謝分心尋找天照帝而一度佔優。但當愛謝專心一戰，只消一擊便被砍下MH的雙手。-《命運三女神-流浪的阿特洛玻絲》
  - 星團曆2998年，與巴巴柳斯·碧及布略諾·坎吉安測示新型的MH「阿魯卡那·賽連」，得悉克莉絲汀·碧打死同校上級生的事件。-《騎士們：Episode:6 孔雀色的寶石》
  - 星團曆3030年，在巴哈托瑪魔法帝國與哈斯哈聯合共和國的戰爭中，與戴·古·費摩爾五世及妮歐·哈斯拉在博斯的宇宙上空督軍。及後因克莉絲汀精神錯亂，而跟隨戴·古·費摩爾五世下降到戰場迎救克莉絲汀。-《大君主的調律：Part 1: 44分鐘的奇蹟-哈斯哈淪陷》
- 伊瑪拉·勞特·佳嘉斯（Iemarah Lout Jajas）
她是天照王國協的右翼幻象騎士團18號，宇宙軍的總司令，旗艦「貝爾·克雷爾」的艦長，被究加太陽星團的宇宙海盜稱為「亞提亞的鬼姬」。她與寇達宇宙騎士團的達普·寇爾提沙生下兒子佳寇·孔·哈修。她的絕技是「老母踢」，縱然是強天位的佳寇亦要俯首稱臣。
  - 星團曆2988年，以幻象騎士團身份迎接拉克西絲入浮游城。-《命運三女神-拉克西絲》
  - 星團曆2989年，指揮旗艦「貝爾·克雷爾」運送MH「黃金電騎士」及「最強幻象」到達朱諾。-《命運三女神-可羅索》
  - 星團曆2999年，與兒子佳寇·孔·哈修到達博斯的卡斯提波，協助追捕巴哈托瑪魔法帝國的刺客。-《騎士們：Episode:7 早開的花》
  - 星團曆3010年，與天照帝到達卡拉米迪出席星團會議，教訓了佳寇一頓後，護衛送出別體後的天照帝。-《騎士們：Episode:10 黑暗的三人-AD世紀之亡靈》
- 埃喀里斯（Ikaros）：鉻·巴蘭榭博士製作的第30號Fatima。
他是鉻·巴蘭榭博士冠名製作的第30號Fatima[1]，是與第29號的阿基里斯一同製作的少數男性型Fatima。他的搭檔都是天照王國協的阿特懷特公家公主。
  - 星團曆4071年，與雅拉特·艾克斯在測示新型的MH「汪達史卡茲」，並從蒂爾塔·貝倫飛往亞特拉。在亞特拉發現反天照軍的根據地，但雅特拉卻拒絕回報當上天照帝替身的尤龐得拉。-《命運三女神-可羅索》
  - 星團曆4082年，與叛離天照王國協的雅特拉，帶同MH「汪達史卡茲」投效反天照軍。-《命運三女神-流浪的阿特洛玻絲：蒂爾塔·貝倫4100 B Side》
  - 星團曆4100年，在羅蕾塔·蘭達斯、維·路茲、弗克·U·羅格納及烏普梭娜·芭汀巴格脫離浮游城後，發射破壞砲擊沉浮游城。-《命運三女神-流浪的阿特洛玻絲：蒂爾塔·貝倫4100 B Side》

### J
- 雅珀·碧特（Jabo Beet）：哈斯哈聯合共和國AP騎士團斯巴斯隊副隊長。
- 佳寇·孔·哈修（Jaquous Quo'n Hash）：伊瑪拉·勞特·佳嘉斯的兒子，究達宇宙騎士團組長。
- 約翰·汶采勒（John Weinzel）：右翼幻象騎士團20號。

### K
- 克拉卡萊茵（Karakaline）：鉻·巴蘭榭博士製作的第32號Fatima。
她是鉻·巴蘭榭博士冠名製作的第32號Fatima[1]，以天照王國協左翼幻象騎士團的史帕克為主人。因史帕克的另一個人格瑪朵拉·摩依萊已擁有貝爾克特為搭檔，她們兩人同時分享著同一個，但不同人格的主人。
  - 與貝爾克特一同看著鬼混後的史帕克及雅珀·碧特。-《大君主的調律：Part 1: 44分鐘的奇蹟-哈斯哈淪陷》
  - 星團曆2992年，在拉克西絲平定左翼幻象騎士團的騷動後，看著芭可絲瓊在安慰拉克西絲。-《命運三女神-流浪的阿特洛玻絲》
- 克拉肯培爾·梅優優（Krakenbeal Mejojo）
首次在《大君主的調律》中出場，但其名字早於《騎士們》時已有出現。他原是梅優優朝廷的第三王子，年幼時就已經獲得了鉻·巴蘭榭博士所製作的Fatima安卓美達成為搭擋，因而他的名字備受究加太陽星團的注目。他後來篡奪了帝位，成為梅優優朝廷的大僧帝，出征哈斯哈聯合共和國。
  - 星團曆2974年，出席鉻·巴蘭榭博士的Fatima發佈會，年幼的他得到安卓美達成為他的Fatima。-《騎士們：Episode:4 被皇帝們玩弄之木偶》
  - 星團曆2984年，與到梅優優朝廷銷售MH「阿修羅宮殿」的峽樓姬打成平手而十分欣賞她。
  - 星團曆2992年，在博斯的詹達市，在Fatima妓院中為了保障梅優優朝廷的秘密不被泄露而把阿南達殺死。順道的把其他Fatima也放走，當中包括帕爾雪特及依絲特。-《命運三女神-流浪的阿特洛玻絲》
  - 星團曆2992年，獲依絲特認為主人幫助調校MH「姬沁金剛」。
  - 星團曆3030年，駕駛MH「姬沁金剛」出現在哈斯哈聯合共和國的國境，企圖趁巴哈托瑪魔法帝國的侵略，侵占部份地方。但遭費摩爾帝國的克莉絲汀·碧對抗，及後在遇上救援克莉絲汀的戴·古·費摩爾五世而撤離。-《大君主的調律：Part 1: 44分鐘的奇蹟-哈斯哈淪陷》

### L
- 蘭得安多·史巴孔（Loundwound Spaccorn）：右翼幻象騎士團3號，浮游城護衛長。
他是天照王國協的右翼幻象騎士團3號，首席外交官及浮游城護衛長。他的右眼及左手均被機械化。
  - 星團曆2988年，跟隨裝扮成天照帝的愛謝·紅壇鼎出現在亞特拉的巴斯特紐，見證了可羅索認寇拉斯三世為主人。於雷帝歐斯·蘇普及拉克西絲逃走時，協助保護鉻·巴蘭榭博士。-《命運三女神-拉克西絲》
  - 星團曆2989年，完成半年的註留亞特拉回到城裡，對自己未能駕駛MH「最強幻象」而感到氣憤。-《交通網I》
  - 星團曆3010年，在巴哈托瑪魔法帝國的迪斯·勃斯亞斯霍特、黑騎士狄克斯·懷茲梅爾及彼蒂·培爾入侵浮游城時，為保護斑鳩王子與勃斯亞斯霍特激戰而受傷。-《騎士們：Episode:10 黑暗的三人-AD世紀之亡靈》
  - 星團曆3030年，在天照王國協的浮游城討論著巴哈托瑪魔法帝國與哈斯哈聯合共和國的戰役，清楚知道天照帝阻止參與這次戰役的心意。-《大君主的調律：Part 1: 44分鐘的奇蹟-哈斯哈淪陷》

後來加入哈斯哈王國的復興部隊，同時守護著赫雅朵與瑪格達魯，並為兩人偽造身分。
- 雷歐帕爾特·克利沙利斯（Leopard Chrysalis）：右翼幻象騎士團11號，克利沙利斯公國領主，天照王國協議會首長。
他是克利沙利斯公國領主，繼第一期7號的帕爾托克·克利沙利斯，成為天照王國協右翼幻象騎士團11號，是第二位克利沙利斯家的幻象騎士。另外，他亦是國家議會官房長官及貴族院代表。
- 莉·艾克斯（Lie Ex）：右翼幻象騎士7號，阿特懷特公國公主。
她是天照王家的阿特懷特公主，因血統的關係長得有點像天照女皇。另外，她也是天照王國協的右翼幻象騎士團7號，持有3線的工學博士，是國家的兵器開發長。
  - 星團曆2988年，跟隨裝扮成天照帝的愛謝·紅壇鼎出現在亞特拉的巴斯特紐，見證了可羅索認寇拉斯三世為主人。於雷帝歐斯·蘇普及拉克西絲逃走時，協助保護鉻·巴蘭榭博士。-《命運三女神-拉克西絲》
  - 星團曆2989年，正在整備MH時，與天照帝聊天表明阿特懷特家對他的忠誠，並說出愛謝駕走了MH「十字幻象」。-《交通網I》
  - 星團曆3010年，在巴哈托瑪魔法帝國的迪斯·勃斯亞斯霍特、黑騎士狄克斯·懷茲梅爾及彼蒂·培爾入侵浮游城時，瞬間被勃斯亞斯霍特所殺。-《騎士們：Episode:10 黑暗的三人-AD世紀之亡靈》

### M
- 町（Machi）：鉻·巴蘭榭博士製作的第16號Fatima。
她是鉻·巴蘭榭博士製作的第14號Fatima，與同時製作的時、靜及京為日本人型的Fatima。
  - 星團曆2998年，在巴巴柳斯·碧家招待來宣判克莉絲汀·碧的判事官員，並查問克莉絲汀殺人的原因。後來帶著巴巴柳斯的配劍，來到成為皇帝代理騎士的克莉絲汀面前，成為她的Fatima。～《騎士們：Episode:6 孔雀色的寶石》
  - 星團曆3007年，與戴·古·費摩爾五世到訪巴金·拉康帝國，在克莉絲汀及瑪瑪多亞·猶奏塔被劍聖道格拉斯·懷園擊倒後，協助醫治她們。～《騎士們：Episode:9 劍聖來訪》
  - 星團曆3030年，與克莉絲汀駕駛MH「賽連·海子」進駐哈斯哈聯合共和國境內，對抗梅優優朝廷。因克莉絲汀出現精神錯亂，獨力帶著她撤離戰線，後被戴·古·費摩爾五世所救。～《大君主的調律：Part 1: 44分鐘的奇蹟～哈斯哈淪陷》
- 梅加耶拉（Megaira）：鉻·巴蘭榭博士製作的第40號Fatima，「復仇三女神」之一。
在1989年的動畫電影《五星物語The Movie》中，由橫尾まり配音。
她是鉻·巴蘭榭博士冠名製作的第40號Fatima[1]，「復仇三女神」之一，被冠以「藍色梅加耶拉」的無瑕級稱號。
年幼的她在巴蘭榭博士的宅第遇上波特·維拉得，本想向維拉得講故事打發他的無聊，怎料反被惡作劇的維拉得，說她是「凸額妹」而嚇至掉落研究室。幸好維拉得及時發揮他純血騎士的力量，救回梅加耶拉。15年後就在梅加耶拉的發佈會上，她那無瑕級的稱號冠絕全場，但卻只要求巴蘭榭博士讓她認維拉得作主人。由於問題主人的關係，所以已經很習慣觸犯星團法。
在維拉得死後，她跟隨了幻象騎士團的烏普梭娜·芭汀巴格。
  - 星團曆2959年，在鉻·巴蘭榭博士的宅第遇上前往調查的波特·維拉得，被他嚇跑而掉落工場，被維拉得救回。-《騎士們：Episode:4 被皇帝們玩弄之木偶》
  - 星團曆2974年，在巴蘭榭博士的Fatima發佈會被發表，在發佈會完結前，認維拉得為主人。-《騎士們：Episode:4 被皇帝們玩弄之木偶》
  - 星團曆2988年，因米遜·路茲在亞特拉的巴斯特紐隱藏身份以維拉得示人，而刻意的也將自己隱藏。-《命運三女神-拉克西絲》
  - 星團曆2989年，與維拉得前往朱諾，協助寇拉斯王朝。駕駛MH「布蘭姬」出陣，見證了寇拉斯三世陣亡。-《命運三女神-可羅索》
  - 星團曆2997年，與維拉得聯同雅珀·碧特阻止哈斯哈聯合共和國AP騎士團史克利提隊的行動，駕駛MH「布蘭姬」遇上汪坦·哈雷及他的Fatima哈露貝爾，從摩拉多·卡拜特博士處得知哈露貝爾就是究加太陽星團最初的4名Fatima之一的茵塔希緹，並見證了第一次Fatima的自然死亡。-《騎士們：Episode:4 被皇帝們玩弄之木偶》
  - 星團曆4100年，與烏普梭娜·芭汀巴格在浮游城救出羅蕾塔·蘭達斯及維·路茲，並一同乘上弗克·U·羅格納的MH「雲史卡茲」脫離正在沉沒的浮游城。-《命運三女神-流浪的阿特洛玻絲：蒂爾塔·貝倫4100 B Side》
- 麥可·裘依·基拉（Mikel Joy Gira）：哈斯哈聯合共和國AP騎士團斯巴斯隊隊長。
他原是哈斯哈聯合共和國AP騎士團總團長兼斯巴斯隊領隊，對皇朝忠誠可嘉，亦對下屬呵護備至。在道格拉斯·懷園到來後，將總騎士團長一職讓與他，並且退居為騎士團參謀。及後在懷園死後，再次擔任總騎士團長一職，領導魔導大戰。
  - 星團曆2989年，與雅珀·碧特在朱諾上空監視寇拉斯王朝與哈格達帝國的戰爭，及後救起受傷的布略諾·坎吉安。在訓練時，阻止雅珀使用過多的武力。-《命運三女神-可羅索》
  - 星團曆2997年，因汪坦·哈雷的離隊，派出史克利提隊執行追捕的任務。-《騎士們：Episode:4 被皇帝們玩弄之木偶》
  - 星團曆2997年，在雅珀死後，協助抵擋道格拉斯·懷園闖入皇宮。-《騎士們：Episode:5 兩件遺作》
  - 星團曆3010年，為迪普雷·禪·阿托爾帶來了兩個侍從亞多·傑尼亞梭塔及希恩·蒙塔。-《騎士們：終章I 海市蜃樓的使者》
  - 星團曆3030年，在哈斯哈聯合共和國的首都靜待戰事的開始，並按照懷園的指示帶同迪普雷撤退離開。在離開期間，因皇宮失陷而重新擔任總騎士團長一職。命令羅塔斯·巴倫卡擔任參謀，並護送亞璐爾·美樂蒂尋找瑪格達魯·阿托爾。-《大君主的調律：Part 1: 44分鐘的奇蹟-哈斯哈淪陷》
  - 星團曆3075年，統領光復哈斯哈聯合共和國首都的魔導大戰。-《大君主的調律：Part 1: 44分鐘的奇蹟-哈斯哈淪陷》
- 摩拉多·卡拜特博士（Morard Carbyte, Dr.）：星團中與鉻·巴蘭榭博士齊名的製作者，著名的Fatima有依絲特。
他是究加太陽星團四大Fatima製作者之一，與鉻·巴蘭榭博士是好朋友及競爭對手。
年輕的他已經能製作出擁有「Synchronize Flutter」系統的Fatima依絲特。但因過多的騎士為得著這個Fatima而流血，在寇拉斯二世協助收藏依絲特後，毅然躲避至卡拉米迪的深山地方繼續研究。
在見到拉克西絲的真面目後，他驚奇巴蘭榭博士的製作，並著手製作不用騎士仍能開動MH的Fatima塔。
  - 星團曆2957年，派他製作的Fatima烏莉可兒前往迎接來探訪的寇拉斯三世，及後醫治了由第二代黑騎士羅多斯·德拉庫恩救回來的寇拉斯三世。在寇拉斯三世與羅多斯離開時，強行將烏莉可兒交給寇拉斯三世。-《命運三女神-可羅索》
  - 對於屢屢觸犯星團法的巴蘭謝博士是抱著亦敵亦友的感情，震驚於他毫不在乎的就創造出會自我進化的拉克西絲。
  - 星團曆2989年，因烏莉可兒的死而前往協助寇拉斯王朝對抗哈格達帝國，遇上成長的拉克西絲而感到震驚。-《命運三女神-可羅索》
  - 星團曆2997年，暗中接待汪坦·哈雷，並為哈露貝爾診斷，認出她就是究加太陽星團最初的四位Fatima之一的茵塔希緹，見證了星團史上首位壽終的Fatima。-《騎士們：Episode:4 被皇帝們玩弄之木偶》
- 瑪朵拉·摩依萊（Muddler Moirai）：「薔薇劍聖」，歐魯卡翁·哈里斯的女兒。
過於善良而無法拔劍的騎士，被認為其實是因為自身實力過強所以才不出手。
另一人格史塔克是被穆古彌卡公主創造出來的，藉此平衡她的精神，被史塔克說她只在渴求鮮血時出現，只要誰敢打擾她所追求的生活見者就殺。
- 穆古彌卡·阿托爾（Mugumika Atoll）：哈斯哈聯合共和國阿托爾聖導王朝的皇帝。
後期變更設定為代代相傳的詩女，後與劍聖道格拉斯‧懷園殉國，死前以自身的處女血和懷園的純血為代價，中止了羽龍的轉生，以血之召喚召喚出炎之女皇，並趕在瑪格達魯即將敗北之際封閉她的意識，藉此保護她。
他是庫伯魯坎法國的倫騎士，斯班達法王直屬「白騎士」，封為「鮮紅的聖騎士」。是一個嚴守紀律，品德高尚的騎士。他作為下任法王的後補而曾前往博斯的卡斯提波修練，當地的無法無天令他真正體會這個世界。
他後來繼斯班達法王成為新一任的法王。
  - 星團曆2989年，作為下任庫伯魯坎法國的法王候補而前往博斯的卡斯提波修行。在修行期間發現MH被毀事件，與劍聖道格拉斯·懷園、費摩爾帝國的巴巴柳斯·碧、天照王國協的愛謝·紅壇鼎及哈斯哈聯合共和國的雅珀·碧特共同調查事件。最後按照雷龍的命令，與Fatima靜駕駛MH「破裂之人偶」擊倒事件的主謀梅優優朝廷的依拉司教。～《交通網I》
  - 星團曆2995年，繼續在博斯的卡斯提波修行，途中接待了約翰·汶采勒及稱為「黑色的死之女神」的Fatima芭夏。靜向繆茲指出芭夏就是依絲特。～《騎士們：Episode:8 交通網2～黑色的死之女神》
  - 星團曆3075年，以庫伯魯坎法國法王身份，參與光復哈斯哈聯合共和國的魔導大戰。～《大君主的調律：Part 1: 44分鐘的奇蹟～哈斯哈淪陷》

### N
- 妮歐·哈斯拉（Nio Hathler）：費摩爾帝國皇帝警護騎士的梅花。
她自幼便是事奉費摩爾帝國費摩爾王家的騎士，由慧茄·戴·古·費摩爾親自教授劍技。在第238任皇帝戴·古·費摩爾五世登基後，成為皇帝警護騎士的梅花。
  - 星團曆3007年，與前劍聖慧茄·戴·古·費摩爾、巴金·拉康帝國前聖帝米瑪斯·沙歐利雷那及錫安公爵夫人在巴金·拉康帝國遇上克莉絲汀·碧及瑪瑪多亞·猶奏塔。她們兩人在爭執後與劍聖道格拉斯·懷園對上，本想上前協助，卻被米瑪斯所阻止。在她們敗陣後協助醫治她們，並由戴·古·費摩爾五世引薦給布拉烏瑪·伊庫認識。～《騎士們：Episode:9 劍聖來訪》
  - 星團曆3030年，在巴哈托瑪魔法帝國與哈斯哈聯合共和國的戰爭中，與戴·古·費摩爾五世及依安·克尼希在博斯的宇宙上空督軍。及後因克莉絲汀精神錯亂，而跟隨戴·古·費摩爾五世下降到戰場迎救克莉絲汀。～《大君主的調律：Part 1: 44分鐘的奇蹟～哈斯哈淪陷》

### O
- 歐魯卡翁·哈里斯（Olkon Harros）：巴金·拉康帝國的小天位騎士，史帕克的父親，瑪瑪多亞·猶奏塔的監護人。

### P
- 帕爾提娜（Pallthennon）：首次於《命運三女神-可羅索》中出場。
她是鉻·巴蘭榭博士冠名製作的第2號Fatima，「狂花三女神」之一。她有著究加太陽星團所不允許的3A級戰鬥能力，其MH操控能力及演算能力均達至巔峰的3A級。據天照帝形容，帕爾提娜在操控MH上十分優美，絕對沒有一絲的多餘動作。正因這樣，天照帝將親自設計的MH「獵戶幻象（左綠）」交由她來調校及駕駛。雖然她有著這麼卓越的能力，但是她的精神安定性卻是屬於劣品的D級（按照慣例，D級屬不及格的級別，需要廢棄）。這是由於她早年與主人夏夫特在秘密結社「薔薇十字團」中經常使用及走私麻藥，以至失去了精神的均衡性。但她以本身意志力破壞精神控制而達到情緒穩定，徹底發揮全3A的特級戰鬥能力，是少數能操控「獵戶幻象（左綠）」的Fatima。
  - 星團曆2992年，在拉克西絲的命令下，與夏夫特駕駛MH「獵戶幻象（左綠）」由蒂爾塔·貝倫的浮游城直飛至博斯的卡斯提波迎救雷帝歐斯·蘇普。在卡斯提波以壓倒性的力量擊倒排帕騎士及梅猶·斯卡，但最後夏夫特被迪斯·勃斯亞斯霍特的魔導力所殺，帕爾提娜因而精神崩壞。-《命運三女神-流浪的阿特洛玻絲》
  - 星團曆3239年，卡拉米迪大爆炸前，與貝爾貝特·懷茲梅爾駕駛MH「獵戶幻象（左綠）」向卡拉米迪發射破壞砲，無視還未脫離的拉克西絲。-《命運三女神-流浪的阿特洛玻絲》
- 帕爾雪特（Palsuet）：摩拉多·卡拜特博士製作的Fatima。
她是摩拉多·卡拜特博士旗下所指揮的工廠所製的Fatima。她的其中一任主人麥可·雷斯塔經常的說錯她的名字為「帕爾謝特」。在雷斯塔死後，她被帶往詹達市的Fatima妓院，幸得克拉肯培爾·梅優優所救。
在覓得新的主人前，不斷的被騎士的監護，然後被賣掉。為了真正的尋得主人，她不斷的從中逃走。
  - 星團曆2989年，與主人麥可·雷斯塔受聘於烏斯共和國，遇上當上間諜的道格拉斯·懷園。-《交通網I：博斯的精靈·修佩魯塔之章》
  - 星團曆2989年，與雷斯塔追蹤懷園到達博斯的艾茲海，因非冠名的Fatima而被梅猶·斯卡所奚落。-《交通網I：博斯的精靈·修佩魯塔之章》
  - 星團曆2989年，因雷斯塔協助懷園逃走而離開烏斯共和國，在卡斯提波遇上梅優優朝廷的依拉司教。敗在依拉司教手下，雷斯塔戰死。欲按照雷斯塔的指示尋找奧利伯·梅胥，但被流氓所侵犯。-《交通網I》
  - 星團曆2992年，在詹達市的Fatima妓院，與依絲特一同被克拉肯培爾·梅優優所救。-《命運三女神-流浪的阿特洛玻絲》
  - 星團曆3001年，在博斯被約翰·汶采勒從流氓手中救出，欲呼喚約翰為主人而被拒，由愛謝·紅壇鼎所保護。-《騎士們：Episode:8 交通網2-黑色的死之女神》
- 波塔（Porter）：摩拉多·卡拜特博士製作的Fatima。
她是摩拉多·卡拜特博士製作的Fatima。於星團曆2988年，在雷帝歐斯·蘇普帶走拉克西絲的時候，被轟至瀕死。但因Joker的出現，將她復活，而成為了Joker化身史培克塔的搭檔。
由於她的腦壞了，只能跟隨史培克塔成為拉克西絲的弄臣，替他們侍奉茶點。
  - 星團曆2988年，在戰爭中被轟掉半個腦而瀕臨死亡，被Joker所救一同俯瞰這個世界。-《命運三女神-流浪的阿特洛玻絲》
  - 星團曆2992年，與史培克塔在浮游城的噴泉玩耍，並替史培克塔及拉克西絲安排茶點，看著左翼幻象騎士團的騷動及聽著史培克塔述說著事態的發展。-《命運三女神-流浪的阿特洛玻絲》
  - 星團曆3010年，在巴哈托瑪魔法帝國的迪斯·勃斯亞斯霍特、黑騎士狄克斯·懷茲梅爾及彼蒂·培爾入侵浮游城前，和史培克塔預先把正在納悶的拉克西絲藏起來。-《騎士們：Episode:10 黑暗的三人-AD世紀之亡靈》
- 普莉森·寇克斯（英文：Prisen Corks）︰究加太陽星團四大Fatima製作者之一，且是年紀最輕的一位，亦是鉻·巴蘭榭博士的學生。星團曆2989年，在給帕爾雪特看完診的回程途中，遇上道格拉斯·懷園及受傷的敖珂索。替敖珂索作了初步的急救後，把她帶回宅第醫治，但預計她會喪失全部記憶。經過兩個月後，成功的醫治了敖珂索，本以為她會失憶，但卻原來她有著「複數的情報體」，能自行回復記憶。驚訝著鉻·巴蘭榭博士的製作。～《交通網I：博斯的精靈·修佩魯塔之章》星團曆3007年，在克莉絲汀·碧及瑪瑪多亞·猶奏塔被懷園擊倒後，出現協助治理她們。～《騎士們：Episode:9 劍聖來訪》

### Q
- 屈琪·詹達·理津子（Qukey Zanda Ritsuko）：幻象騎士團23號，愛倫·布拉弗多之妻。

### R
- 羅多斯·德拉庫恩（Roados Dragoon）：第二代黑騎士，擔任多國的劍術指導。
- 羅塔斯·巴倫卡（Rotus Barrnga）：惡名昭彰的AP騎士團警察隊，史克利提隊的隊長。

### S
- 雪蕾·寇拉斯（Saylay Colus）：寇拉斯三世的女兒，寇拉斯四世的姊姊，“寇拉斯暴風三王女”之一。
她是寇拉斯三世與皇后艾爾梅拉·寇拉斯所生的女兒，寇拉斯四世的姊姊。她與瑪洛莉·麥斯納及亞璐爾·美樂蒂合稱為寇拉斯王朝的「暴風三王女」。
  - 星團曆2989年，與母親艾爾梅拉·寇拉斯在婁特離宮得悉寇拉斯三世受傷及烏莉可兒死亡的消息，並遇上可羅索。-《命運三女神-可羅索》
  - 星團曆3010年，在卡拉米迪的星團會議上嘲笑了佳寇·孔·哈修一番後，被卡里·休茲認出後而離開。-《騎士們：Episode:10 黑暗的三人-AD世紀之亡靈》
  - 星團曆3030年，在巴哈托瑪魔法帝國與哈斯哈聯合共和國之間的戰爭，以追捕亞璐爾·美樂蒂名義，親自督軍至博斯的宇宙上空，並與費摩爾帝國的戴·古·費摩爾五世的艦隊衝突。-《大君主的調律：Part 1: 44分鐘的奇蹟-哈斯哈淪陷》
  - 星團曆3075年，與瑪洛莉·麥斯納及亞璐爾·美樂蒂合稱的「暴風三王女」一同參與光復哈斯哈聯合共和國的魔導大戰。-《大君主的調律：Part 1: 44分鐘的奇蹟-哈斯哈淪陷》
- 絲芭莉秋妲（Sparituda）：鉻·巴蘭榭博士製作的第28號Fatima。
她是鉻·巴蘭榭博士製作冠名的第28號Fatima[1]，擁有冠絕究加太陽星團的演算性能，她能準確的模擬對方的行動，並計算出相對策略。她跟隨主人羅塔斯·巴倫卡作為哈斯哈聯合共和國AP騎士團史克利提隊的一員，充分能運用她那無敵的演選性能。
  - 星團曆2997年，與主人羅塔斯·巴倫卡聯同哈斯哈聯合共和國AP騎士團的史克利提隊成員，駕駛MH「A-Toll史克利提」潛入亞特拉追捕逃兵的汪坦·哈雷及他的Fatima哈露貝爾，雖有著高演算能力，卻反被戰鬥經驗豐富的哈露貝爾所模擬。從摩拉多·卡拜特博士處得知哈露貝爾就是究加太陽星團最初的4名Fatima之一的茵塔希緹，並見證了第一次Fatima的自然死亡。～《騎士們：Episode:4 被皇帝們玩弄之木偶》
  - 星團曆3075年，與巴倫卡參與光復哈斯哈聯合共和國首都哈斯漢特的魔導大戰。～《大君主的調律：Part 1: 44分鐘的奇蹟～哈斯哈淪陷》

### T
- 緹塔（Tita）：鉻·巴蘭榭博士製作的第31號Fatima，是專為對付依絲特而造的。
她是鉻·巴蘭榭博士冠名製作的第31號Fatima[1]，是專為對付摩拉多·卡拜特博士於星團曆2876年發表的依絲特而製造。她的性能與依絲特的相似，在特定的條件下（但現今未明），她的力量可以作出跳升。
她的搭檔都是天照王國協克利沙利斯公國的幻象騎士團成員。
  - 星團曆2989年，與雷歐帕爾特·克利沙利斯前往朱諾協助寇拉斯王朝，初次與依絲特會面，可羅索看見此情境聽見未來她們對戰的聲音。-《命運三女神-可羅索》
  - 星團曆3960年，與主人凱瑞爾·克利沙利斯在朱諾擊倒第五代黑騎士格拉得·希得米安，宣佈天照帝的大侵攻完成，成功統一究加太陽星團。-《命運三女神-拉克西絲》

### U
- 烏莉可兒（Ulicul）：摩拉多·卡拜特博士製作的Fatima。 針對摩拉多博士的依絲特，鉻·巴蘭榭博士製作了緹塔，而烏莉可兒則是其後摩拉多博士經改良後所製作的高運算力的Fatima。
- 尤龐得拉（Upandra Lime）：鉻·巴蘭榭博士製作第42號Fatima，是他留給天照帝的三件遺物之一。幻象騎士團25號，天照帝的替身，在天照帝退隱後代替執政。

### V
- 芭夏（英文：Vasha），實際是依絲特在尋找新任主人（即下任黑騎士）時的隱藏人格。
這個人格甚至以為自己是由歐偏·里多博士所指揮在卡拉米迪的恩哈爾工廠於星團曆2876年出廠的Fatima。這種隱藏人格的目的，是要讓依絲特能自己尋找真正的主人而設計的，避免騎士們因看出她是依絲特而展開戰鬥。就算有騎士收留了芭夏，依絲特的本能亦會逼芭夏（芭夏以為自己是損壞了）從中逃走，以尋找她的主人。由於曾成為依絲特的主人皆是首屈一指的騎士，芭夏亦懂得多種不同的劍技，包括「仁王劍」等，實力甚至在騎士之上。當約翰·汶采勒保護芭夏的期間，她就教導了約翰多種的劍技，亦以此保護了約翰避免死於狄克斯·懷茲梅爾的劍下。由於依絲特很像AD世紀超帝國的雅昂·伐修公主，在變成芭夏時被受黑龍的保護，並被卡斯提波的人稱為「黑色的死之女神」。芭夏這名字亦與第一代劍聖納坎德拉·斯巴斯的人造人夥伴同名，究竟依絲特與斯巴斯之間的關係則未有詳錄。
- 拉爾哥·肯陶里（Vralgo Kentauri）：費摩爾帝國諾耶·希爾提斯前紅團領隊，三團的總司令。
他是費摩爾帝國諾耶·希爾提斯的總騎士團長兼紅團領隊。他是雷達王家的一份子，深受雷達八世所信任。他因與寇拉斯三世積怨而隨隊協助哈格達帝國侵略寇拉斯王朝，後來在戰場上把寇拉斯三世殺死，但他卻同時死在Fatima可羅索手上。
  - 星團曆2957年，在費摩爾帝國邊境進行軍事演習，發現誤闖邊境的寇拉斯三世。他清楚知道寇拉斯三世的身份，在笑容下揮劍砍傷他。後來在機場上再遇康復後的寇拉斯三世，隨即比劃起來，被寇拉斯三世打斷了他王族象徵的「水冠」而一直懷恨在心。-《命運三女神-可羅索》
  - 星團曆2989年，假裝成傭兵彩虹布雷協助哈格達帝國進攻寇拉斯王朝，目的是要殺死寇拉斯三世。在寇拉斯王朝向哈格達帝國展開反擊的一役中，成功埋伏殺死騎上MH「裘諾安」的寇拉斯三世，但卻被可羅索與「裘諾安」所殺。-《命運三女神-可羅索》

### W
- 汪達·哈雷（Wandam Harrer）：哈斯哈聯合共和國AP騎士團斯金隊成員。

## 世界观
由于本故事从一开始就确定了整个故事发展的年表，并且在长达30多年的连载中累积了庞大的故事设定并记录于漫画的注释，整个故事是围绕一个虚构星系「究加太陽星團」上的騎士、Fatima、電氣騎士、魔導士、龍與神等各式各樣生命所交會出來的故事。
因為資源即將耗竭，各國協議禁止大規模污染環境的兵器，於是超帝國時代的兵器電氣騎士以及唯一能夠駕馭它們的特殊人種騎士便成為星團戰爭中的主角，左右戰爭勝負。而為了讓騎士能夠更加順暢的操縱電氣騎士，溝通兩者的生化人型電腦Fatima就此誕生。
本故事以由東、西、南、北四大太陽系與史坦特游動星系所組成的這個究加太陽星團為主要舞台，是一高科技的繁盛文明，令人無可置信的是，它其實是個即將邁入壞滅的文明。採用的曆法為星團曆，遠在那之前便有歷史，被稱作AD世紀，然而綿延的戰火讓屬於過去的驚人文明法洛斯帝·卡南超帝國幾乎湮滅於記憶中。
究加太阳星团（The Joker System））位于冠状银河，是一个由四个太阳系所组成的星团。四个太阳系分别为东太阳系（Easter，或称「第1太阳系」）、西太阳系（Western，或称「第2太阳系」）、南太阳系（Southern，或称「第3太阳系」）及北太阳系（Northern，或称「第4太阳系」），太阳系之间各自相距1.5光年，若以民间的太空船穿梭两个星团需要约1星期的时间。另外，每1500年（星团历计算）史坦特游星（Stant）会接近星团一次，从东太阳系方向进入星团，并从西太阳系与北太阳系之间离开。
经过56亿7千万年的转变后，究加太阳星团消失，取而代之的是「泰华宇宙」。

### 东太阳系
分别由「彼特」、「亚特拉」、「蒂尔塔·贝伦」、「巴伦」、「修鲁斯」、「拉瓦斯」、「孔特」及恒星「西米特」所构成。其中「亚特拉」及「蒂尔塔·贝伦」为双子星，亦只有这两颗行星有人类居住。

#### 星体
亞特拉（Addler）
東太陽系第2行星，原本是太陽碎片，驟眼看以為是蒂爾塔·貝倫的衛星，在AD世紀8000年間經過大幅改造，才適合人類居住。因此此星有著接近地球中東的氣候，大部份地方亦是沙漠化地區。
亞特拉的是究加太陽星團最後一個被改造的行星，歷史非常的短。此星內有著不同的國家勢力，包括 巴金·拉康帝國 、 托蘭聯邦 、勃卡居 及其他自治區的小國等。
有名的地方包括：
- 巴斯特紐

托蘭聯邦所管治的自由都市，《命運三女神-拉克西絲》的故事舞台，星團四大Fatima製作者之一的 鉻·巴蘭榭 也是居於此。
- 貝特·路卡

托蘭聯邦所管治的另一都市，另一星團四大Fatima製作者的 摩拉多·卡拜特 所居住的地方。
星團曆3159年，天照帝展開大侵攻，第一個侵略的目標正是亞特拉。成功吞併亞特拉各國後，亞特拉成為 天照王國協 的後勤工廠。
蒂爾塔·貝倫（Delta Belun）
東太陽系第3行星，與亞特拉為雙子星。此星的歷史悠久，相信是人類的發源地。氣候溫和，與地球的歐洲差不多，近赤道地區亦不會比沖繩炎熱，有著綠色大陸及藍色海洋的行星。
星團曆2899年，由 天照帝 領導的古利斯王國完全統一蒂爾塔·貝倫，成立了 天照王國協 。星團曆4100年， 尤龐得拉 死亡，浮游城 沉沒及 天照王國協 滅亡， LED龍 發出「類星體火炎」，將蒂爾塔·貝倫從究加太陽星團消滅。

#### 国家与势力
天照王国协（Amaterasu Kingdom Demenses）
简称“A.K.D.”，是天照帝统一蒂尔塔·贝伦全星所建立的王国。
巴金·拉康帝國
托蘭聯邦
勃卡居

### 西太阳系
分別由「鼠斯」、「博斯」、「安斯利諾」、「卡曼托」、「修魯斯」及「史典」所構成。其中只有「博斯」有人類居住。

#### 星体
博斯（Both）
西太陽系第2行星。在AD世紀4000年成立 超帝國 時已開始改造，是最早改造及遷移定居的行星。因改造行星所帶來的破壞，氣候與亞特拉相似，都是地表乾燥，且遍佈無樹平原與乾草原的生態系統。由於歷史久遠，生物分類到達十分繁複的細項。
主要國家包括有 哈斯哈聯合共和國 、 梅優優朝廷 、烏斯共和國及新興的 巴哈托瑪魔法帝國 等。除此之外，博斯亦有著人類之外的勢力，就是 龍 這種超然巨獸所統領的領域。
有名的地方包括：
- 卡斯提波

龍 出沒的地方，完全在人類的權力範圍以外，《命運三女神-流浪的阿特洛玻絲》的故事舞台。
- 哈斯漢特

哈斯哈聯合共和國的首都。
- 詹達市

以麻藥、狂野派對及Fatima妓院聞名的城市。
- 艾茲海

長年被風沙所淹沒的地區， 阿特洛玻絲 曾化名AT擔任駐紮於此的反政府游擊隊。
卡曼托（Karmanto）
西太陽系第4行星。此行星不適合人類居住，但由於有著豐富的礦物資源而被開發，很多國家都對此星的資源虎視眈眈，只有採礦業而沒有文明。
有名的地方包括：
- 出雲宇宙都市

浮在卡曼托衛星軌道的空间站。

#### 国家与势力
哈斯哈聯合共和國（United Republic Hathuha）
由阿托尔圣导王朝的巫女所统治，拥有源自于AD世纪超帝国的古老传统，位于博斯的王国。
梅優優朝廷（Mejojo Imperial Court）
梅优优四世开经联合王朝，位于博斯的国家。
烏斯共和國
巴哈托瑪魔法帝國

### 南太阳系
分別由「阿特斯」、「歐哈馬」、「朱諾」、「索多」、「斯洛沙」、「格拉陽」、「便特利」及「歐迪斯」所構成。其中只有「朱諾」有人類居住。

#### 星体
朱諾（Jüno）
南太陽系第3行星。於AD世紀4000年被發現，進行改造前已有人居住，是星團較年輕的行星。
此星呈亞熱帶氣候，適合植物的生長，大部份地區都由綠色植物所覆蓋，所以有「綠之星」的美喻。朱諾上的主要國家有最大的 寇拉斯王朝 及 哈格達帝國 。在遙遠的星團曆18097年，此星是星團唯一仍有人居住的行星。

#### 国家与势力
寇拉斯王朝（Colus de Torio）
由寇拉斯（Colus）、巴兰卡（Ballank）及麦斯纳（Meistner）三大家族组成的王朝。
哈格達帝國

### 北太阳系
分別由「哈利頓」、「卡拉米迪·哥達斯」、「克拉沙」、「比優依特」、「佩斯達克」、「姆邦」及「卡那利」所構成。其中只有這有「卡拉米迪·哥達斯」及「佩斯達克」有人類居住。

#### 星体
卡拉米迪·哥達斯（Kallamity Godarce）
簡稱「卡拉米迪」，北太陽系第2行星。她也是稱為人類起源的行星，但卻被受爭議，因為所有的史蹟文物均被摧毀。卡拉米迪氣候寒冷，加裝了許多太陽光增幅機提高星球表面氣溫，以適合居住，但行星本身並不穩定。地表佈滿陡峭的山脈。
主要國家包括 費摩爾帝國 、 庫伯魯坎法國 及羅梭帝國等。卡拉米迪的人民有著統一的傳統信念，亦是唯一統合起來對抗 天照帝 大侵攻的行星。
星團曆3239年，因史坦特遊星的接近，使得火山爆發，最後爆炸毀滅。
佩斯達克（Pestako）
北太陽系第5行星。佩斯達克遠離北太陽系的恆星，大氣內有著毒氣，須大幅改造及加設小型太陽以維持生存。改造此星的唯一目的是開採豐富的資源，以供應卡拉米迪之用。
星團曆3239年，卡拉米迪大爆炸後， 天照帝 將卡拉米迪的人民遷移往此星定居。

#### 包含国家
費摩爾帝國（Fillmore Empire）
位于卡拉米迪的帝国，拥有星团最强大军事力量的国家。
庫伯魯坎法國（Holy Coballkan Empire）
位于卡拉米迪的大国，以严守法纪出名的国家。
羅梭帝國

### 史坦特游星
在冠狀銀河以約1500年的週期接近究加星團一次的移动星团。以恆星「史坦特」為中心，擁有7顆行星及2組小行星群。史坦特星是一個放出紫外線的恆星，以肉眼是不能看見，但因第3顆行星是一發光的小恆星，隱約可以照出史坦特星的輪廓。
7顆行星及2組小行星群按接近史坦特星的次序分别为「緩」、「令」、「無」、小行星帶「達卡」、「烈」、「技」、小行星帶「布卡」、「膨」及「超」。
星團曆3239年，史坦特遊星再次接近星團，並對採掘過量礦物的「卡拉米迪」造成影響，誘發火山爆發，並導致「卡拉米迪」的毀滅。

## 作品用语

### Fatima
本故事中人类为了操作MH（电气骑士）而人工培育的人造人，其智能、体力、容姿及寿命等都超越人类，作为人类骑士与MH操作的接口。
最早于星团历2025年由 铀·巴兰斯 向 在 天照女皇 及幼年的 天照帝 发表了「生体演算机理论」的研究，意在能将有机细胞提升到可做高速运算处理的等级。300年后，最终实现以 纳坎德拉·斯巴斯 的血所造出的素体，孕生并公开了 究加太阳星团史 上首4个的Fatima—— 弗卡丝莱特 、 妮芙 、 SSL 及 茵塔希缇。
Fatima以能力级数、品格及体型来作为性能指标进行分级，表现为「能力级数的五个值：品格·体型」，其中能力级数由战斗能力、MH操控能力、演算性能、肉体耐久值及精神安定性等5个项目来做评价，每项有六个等级。
Fatima的肌肤对一般原子组成的人工素材（如人造纤维）没抵抗力，只能穿着天然材质（如绢、绵、羊毛、皮及尼龙）的衣服，而产生天然材质的物种早已灭绝而需要重新培育，因此导致衣服价格昂贵。星团历2996年10月提出了严格着装条例，导致了 西莉姿·莎莉雅卡·帕那佛兰西斯·锡安公爵 设计出不同于旧法规定的服装款式——塑胶款式，以区别过去的服装款式——颓废派款式。
由于Fatima在智能、体力、容姿及寿命等都超越人类，甚至有些Fatima拥有骑士的力量。为了避免人类被Fatima所支配或杀害，在星团法上有着各种对Fatima的管制。包括对其施加禁止伤害人类等的精神控制，必须通过发布会由其自行选择主人，与禁止出现战斗能力达至3A或以上的个体。星团历2996年10月后，星团法对Fatima的衣着亦作出更多的规管，包括全面禁止头发的露出，不可穿著与人类相同材质的衣着，除了面部外，不能不透露或全透露出其他部位的肌肤，在任何场合下，必须装上光谱反射镜片等。
除了具有人形的Fatima外，也有出现过只保留神经系统的，内藏于MH的无形态内藏形Fatima（E-T-R-R-M），相对于人形Fatima，会使MH活动平衡性不及人形，星团历2300年代左右是这类Fatima的开发高峰。
制作者必需要有练化的魔导力，另外还必需具有相关的生化技能知识，所以Fatima制作者也是最好的医师。其中在星团历2900年代出现四位最顶尖Fatima制作者，分别为铬·巴兰榭、其好友兼对手 摩拉多·卡拜 、其门生 普莉森·寇克斯 和 史迪尔·库普。在 铬·巴兰榭 死后，也被称为 三大制作者。

### 骑士
本故事另一常见种族，具有超越普通人类的体力及反应速度的人种，他们能搭配Fatima以操作MH。
追溯至AD世纪 超帝国 的时候，是直属当时支配者 炎之女皇帝 的宝贵战斗兵器，通过魔导士的魔导力与强化操作所制造出的「人类减数分裂细胞」所形成的胚胎，千挑万选出拥有惊人的体力及速度的人类，再行加以强化所来的。在当时，一共约有800名直属炎之女皇帝的骑士，都称为「纯血骑士」。随着超帝国因支配者们消失于 史坦特游星 而瓦解，骑士的血脉亦随着 哈斯哈联合共和国 及 费摩尔帝国 而混入 究加太阳星团 的人类身上。
由于骑士的体力与反应速度均远远超越人类，为保护一般的平民百姓，星团法亦有对骑士的各项管制，包括不可与非骑士的人类打斗，只有骑士、4线或以上的博士（即MH整备士及Fatima制作者）才能配有光剑。
另外存在一种同时具有骑士及魔导士力量，称为霸（Baia，又称为拜亚）的人种，由于同时在肉体上有着骑士的力量，在精神上却有着魔导力，因此是一种可怕的存在，在究加太阳星团内也是十分稀少的。

#### 等级
按照作者最初设定，骑士只有剑圣，天位，普通三个等级；单行本第9卷后更改设定，将剑圣定为太天位，另外追加设定强天位以及小天位。
- 太天位

原为「剑圣」，全究加太阳星团 内武功最强的骑士的独有称号。剑圣的称号是由 阿托尔圣导王朝 的皇帝 及 巴金·拉康帝国 的圣帝所授与，第一位剑圣于星团历2310年出现，每一个时代只会有一位剑圣出现。
- 强天位

比「剑圣」次一级的骑士级称号。强天位骑士的武功是仅次于剑圣的，但仍相差非常大的差距。与「剑圣」一样，每一个时期只会有一位「强天位」骑士，称号是由 巴金·拉康帝国 的圣帝所授与的。

- 小天位

星团是优秀的骑士。与「剑圣」及「强天位」一样，每一个时代只会有一位「小天位」骑士，且同是由 巴金·拉康帝国 的圣帝所授与的。

- 天位

对骑士力量强大的确认，是由 巴金·拉康帝国 的 圣帝、剑圣、强天位或小天位骑士所授与。在故事内，很多骑士都是接下了剑圣的一招（未受伤或没有当场死亡），便获得了「天位」骑士的称号。

#### 纯血骑士
原意是指由AD世纪超帝国兵器的「西巴雷斯」（Chivales）。但到了究加太阳星团时，这词是指这些西巴雷斯的后裔中，完全继承其强大的骑士力量的人。直属于超帝国的炎之女皇帝，受先导者的精神控制。纯血骑士受着血脉的继承所影响，能力非一般骑士可以比较。
第一代剑圣 纳坎德拉·斯巴斯 就是超帝国的最后一位西巴雷斯，并且带着纯血骑士的血脉到 究加太阳星团；而另外一个纯血骑士的血脉则是由AD世纪超帝国的剑圣 阿瑟拉姆·司金斯 及黑骑士团团长 雅昂·伐修 公主的受精卵，藉Fatima 皇后 的子宫孕育出的 道格拉斯·怀园。
另外，究加太阳星团的第一个Fatima 弗卡丝莱特 原是第一代剑圣 纳坎德拉·斯巴斯 的搭挡。她为了继续追寻纯血骑士的搭挡，托铬·巴兰榭 替她重造，改成拥有“复数情报体”第38号Fatima 敖珂索。在怀园死后，密诗 把 敖珂索 再次重造，成为寇拉斯六世的Fatima 蒂尔塔·贝伦。
而星团历中的历代剑圣都出自于 纳坎德拉·斯巴斯 与 阿瑟拉姆·司金斯 所留下的两个纯血骑士系谱之中。唯一例外的是寇拉斯王朝的 哈里康·美乐蒂。根据巴兰榭的推断，寇拉斯王室的强力的骑士血统，可能是由于寇拉斯王室的祖先出身自超帝国皇帝团。

#### 黑骑士
由 依丝特 所承认的特殊称号。依丝特所承认的主人，同时继承并驾驶由 卢米兰·库洛斯宾 所制造配有AD世纪 雅昂·伐修 公主徽号的MH「伐修」，才能称为黑骑士。只被承认为主人，而没驾驶对应的MH，仍然不算是「黑骑士」。

### 魔导士
魔导士（Diver，译为潜者，或灵能者）是本故事中出现的一个种族，拥有先天的超凡的精神力。
起源要追溯至 AD世纪 超帝国 ，只有当时的超帝国的支配者及其后裔拥有全数的魔导力。这种超乎平常的魔导力是王家独有的力量，在当时是用来开发各式各样的兵器（包括纯血骑士），以支配及维系整个超帝国的繁荣。
但是，不知什么的原因，拥有魔导力的血缘向外扩散。超帝国支配者对魔导力的独占完全消灭，使得权力未能巩固，超帝国亦随着而灭亡。魔导士的血脉亦在究加太阳星团成为一种隐性的基因存在。如同骑士一般，任何人也可能生下魔导士，但成功率却比生出骑士还要低。
魔导士的力量可以分为四种，包括预言力、潜力、先导力及炼化力。魔导士可以具有任何一种或以上的这种能力，在AD世纪超帝国的支配者则具备所有的魔导力。在故事内只有 AD世纪 超帝国 的 炎之女皇帝、巴哈托玛魔法帝国 的 迪斯·勃斯亚斯霍特 及 哈斯哈联合共和国 的 玛格达鲁·阿托尔齐备 以上四种的魔导力。

### 龙
龙（Dragon）是本故事中出现的物种，究加太阳星团 中一种数量不多，超然的生物，出没于 博斯 上。被称为有机生命体的顶点，它们的智力及力量均在人类及骑士，甚至光之神 天照帝 之上。为雌雄同体，龙的身体超过100米长，手脚各有六指。背上有一对折曲了的巨大两段主翼，就像喷射机的主翼一样固定身体。主翼下有五枚加速翼，透过加速翼的激烈运动，像螺旋桨一样的送风及控制气压，产生推进力及扬力。尾部及垂直的尾翼则是要用来控制平衡的。龙的飞行速度可达音速的1.3倍。
龙实际是七次元的生物，不老不死，它们的精神依旧留在高次元的世界，而在三次元（即 究加太阳星团 ）亦有它们的身体，是温血动物，称为「龙目」。但由于在三次元它们的身体仍然会消散，它们会以转生成幼生:的方式维持生命。成年的龙并不需要食物，似是由巨大的皮肤吸收氧及氢，在体内转化为能量。幼生的龙却需要食物来成长，但它们十分脆弱，既不懂得寻找食物，亦不能自卫，唯有靠别的生物保护及提供食物，并以「生命之水」作为报酬。龙是能运用所有的魔导力，不单能瞬间转移，且能以心电感应与人沟通。相反，龙的幼生就连说话的能力也很缺乏。
在 究加太阳星团 的学者群中，对龙的研究出现两派学说，一是说它们只是巨大的爬虫类，具有强大的力量，但没有智力及文化；而另一派则由 铬·巴兰榭 为首，指龙是比人类持有更高智能的生物，且特意向人展示一样假的资料。

#### 传说与已知历史
在 究加太阳星团 仍未实行星团历时，或者比起 AD世纪 更早的时期，在某一个国家的上空上，突然出现了一艘艘的宇宙战舰。宇宙战舰内降下了恶魔，它们要胁该国的国王说出「生命之水」的下落，否则将毁灭整个国家。完全不知何谓「生命之水」的国王唯有静待死亡的降临，公主则走到王宫的地下室向神明祷告。
公主祷告期间发生不可思议的事情，一个自称异界神的「水龙」把五颗宝石给予公主，只要公主付出相应的代价，便能唤出帮助。当限期到达，恶魔正准备发动攻势时，公主把五颗宝石抛上天空，并以自己的生命为代价交换。此时从远方便有五条龙，即红色及白色的「LED龙」、蓝色的「雷龙」、黑色的「黑龙」、绿色的「地龙」及金色的「羽龙」出现击退恶魔。
五龙之首的LED龙放出「生命之水」救回公主，公主与五条龙飞上天空，分散于各个方向，保守着 究加太阳星团 的 博斯。
AD世纪 时期，龙 曾与超帝国发生战争。超帝国的 雅昂·伐修公主 及剑圣 司金斯 合力阻止战争的漫延，幸得 炎之女皇帝 平息了战事，达成互不干涉协议。在 超帝国 离开究加太阳星团时，雅昂公主 将她与 司金斯 所怀的受精卵交与 LED龙 代为保管。

#### 已知个体
由于在 究加太阳星团 内（也就是在本故事体系中），实际只有五只龙的存在。
- LED龙（LED Dragon）

五龙之首，红色及白色的身躯，分叉的尾巴。它能发出「类星体火炎」，足以将一颗行星摧毁，于星团历4100年，就以此消灭了 天照王国协 的所在地 蒂尔塔·贝伦。星团历2992年，LED龙在三次元的身体消散，并且转生成幼生的「末三」。末三的部份「生命之水」与 雷帝欧斯·苏普 恢复他的身体，作为保护它的报酬，天照帝回复力量后交还所使用的「生命之水」。而其余的则被 迪斯·勃斯亚斯霍特 所抢走，回复自己的身体。
- 雷龙（Thunder Dragon）

五龙中最美丽，双翼最大，蓝色的龙。每次出巡时必然随着有雷暴，因而得名。必杀技是「闪电风暴」，星团历2989年，就以必杀技击沉 梅优优朝廷 的研究战舰。星团历2992年，在LED龙转生成幼生时，它一并的把LED龙的领地亦一起的巡逻，保护「末三」。
- 黑龙（Black Dragon）

全黑色的龙，详细不明。因 依丝特 与 AD世纪 超帝国 的 雅昂·伐修 公主相似而暗中保护着她。
- 地龙（Earth Dragon）

绿色的龙，详细不明。此乎是对「帝王圣典」有所认识，而在150年来守护着沉睡了的 铬·巴兰榭 博士1号Fatima 皇后。它的幼生是「花榈」。
- 羽龙（Feather Dragon）

曾译作黄金龙，全身黄金色羽毛的龙，它是 哈斯哈联合共和国 阿托尔圣导王朝 的象征及受护神。约于星团历3010年进入转生，但因与 穆古弥卡·阿托尔 的契约，它的幼生「杨贵」迟迟未有出现。直至星团历3030年，巴哈托玛魔法帝国 皇帝 迪斯·勃斯亚斯霍特 攻入 哈斯汉特 时，因 穆古弥卡 及 道格拉斯·怀园 的血之召还而出现，并以它的「生命之水」召唤出 超帝国 的 炎之女皇帝。星团历2992年，在天照帝失去力量，恶魔及左翼幻象骑士团在浮游城骚动时，出现镇压了恶魔，并向拉克西丝展现异界神「水龙」的说话。

### 电气骑士
电气骑士（Mortar Headd，简称「MH」）是本故事出现的人型战斗兵器，由骑士通过Fatima高速演算来控制。MH也是一种生命体，也有脑，脊椎，肌肉，骨骼和思想。其制作是在肉身上加装引擎，各式机械，装甲和武器等。MH的智力非常低，无法自行行动，必须靠骑士和Fatima的操作才能运动。一般MH的胸部为骑士的驾驶舱，头部则为Fatima的驾驶舱，骑士和Fatima缺一不可。但一些较高级的MH则有自己的思想，会有自主的行动意识，而一般的MH是做不到的。由于力量的强大，在 究加太阳星团 内各国之间的战争，往往取决于MH战，而战争最后就演变成MH之间的决斗。
起源
星团历2629年，这时的究加星团战火纷飞，由于人与自然资源是战争中主要争夺的目标，使用了核生化武器夺得的污染土地是毫无用处的，因此如何取得破坏较少的战果成为战争的形态。被作为究加星团的主力战斗兵器——电气骑士——因此被投入战场，从而击溃敌方抵抗后可以用极小的破坏代价取得战争胜利。
结构构造
平均高度16米，自重120吨，以「光粒子外燃系统」为动力，平均1兆马力，从几十到几百兆千瓦不等，引擎的优劣直接关系到MH的出力的大小，也就是说MH的强弱与引擎的能力是有着极为密切的关系的。武器主要是以刀剑一类的MH近距离格斗兵器为主，扫荡地面目标的远距离射击兵器为辅， 极少数也携带破坏炮或火焰放射器一类战舰等级才会拥有的大范围攻击武器。装甲采用可再生的半有机金属，依需求大多有携带盾牌。
除了在地表外，也可以在太空或水下环境进行作战，地面战斗中主要移动方式是双脚步行，例如巡逻一类的慢速活动可以选择低空浮游移动，长距离则要使用载运车或船舰载运，基本上大多不会飞行，具有大气圈内飞行或星间飞行的MH属于非常少数，必要时可从战线后方或卫星轨道母舰上进行短距离的光速移动到战区（会消耗大量能量），但大多地面上战斗中的冲锋或缠斗动作仅有音速或超音速左右的程度。
整个MH结构非常复杂，通常一架MH需要一只有相当人数的整备部队与充分的后勤零件供应才能完全保持正常运作，这几乎只有国家骑士团或佣兵组织才有可能负担得起，许多独自拥有MH又没有被政府单位雇用的骑士，平时只能靠Fatima做一些简易的保养与维修，直到当有充裕资金时再请民间工厂或整备士进行保养维修。

### 其他用语
AP骑士团（AP Order of Knights）
哈斯哈联合共和国的宫殿骑士团，拥有星团三大MH的「A-Toll」。
彩虹布雷（Boowray Mercenary Knights）
发源于博斯的佣兵骑士团，驾驶MH“布雷”。
破坏炮（Buster Cannon）
发出极强的超能量，能扭曲空间及破坏分子键的武器，在星团法实行前已加以规管使用。以强度可分为「Launcher」、「Rock」及「Faust」，由于规格巨大，一般装备于战舰上，但也有压缩规模的，如装备在「黄金骑士」（Knight of Gold）的就是「Buster Launcher」的压缩规模级别。
发表会（Debut Reception）
星团历2390年，为了平息骑士间因争夺Fatima而举行的活动，会中Fatima会自行选择自己的主人，并由三名以上三级骑士见证进行确认。大部分有名字的Fatima必须通过发表会来分配跟随到骑士。
光粒子转换引擎（Ezlazer System）
MH的动力来源，把光粒子（即光子）加以分解及融合，传输至外燃引擎增幅，推动发电机。
第一等东方幻象骑士团（First East Mirage Corps.）
简称“幻象骑士团”或“F.E.M.C.”，是由 天照帝 成立的私人近卫军，负责统御 天照王国协 全部军队。
天帝骑士团（Gods Knight A.K.D.）
天照王国协的国家骑士团，当尤庞得拉替代天照帝执政时升格为宫殿骑士团。
诺耶·希尔提斯（Kneue Syltiss knights）
费摩尔帝国的骑士团，拥有星团三大MH的「赛连」。
制作者（Meight）
能够设计Fatima或MH的全能制作者拥有此称号，得此项称号者，将得以不受星团法拘束自由的设计或创作。星团中仅有少数几人获得此殊荣。为五线级博士。
整备士（Meister）
泛指从事Fatima或MH开发相关的人士，本身必须拥有相当多方面的专业知识领域才能获得。为四线级博士。
精神控制（Mind Control）
根据星团法而对Fatima进行的强制规定，设定在它们的脑部使它们绝对的顺从人类，藉以防范Fatima凌驾人类。
伦骑士（Order of Lown Knights）
库伯鲁坎法国的宫殿骑士团，拥有星团三大MH的「破裂之人偶」。
大侵攻（Solar System Aggressor War）
天照帝于星团历3159年开始，向星团各太阳系发动的攻略战，绵延900年，最后成功统一全星团。
星团历（Stellar Calendar）
星团法所订明全究加太阳星团所缘用的统一星团历法。
星团法（Stellar Law）
由天照女皇、寇拉斯19世及雷达二世为首所订立的星团法例。

## 部分设定更改
由于长时间的连载，作者在故事的发展中曾经改变或推翻了部分原有设定，在制作花之诗女后的新连载部分引入了部分新设定并对旧设定做出了调整。由于前后设定变化明显，引发部分爱好者的争论。
GOTHICMADE
简称「GTM」，被设定为史上最强的人型战斗兵器，是一种全高约25米的人形战斗兵器，由AD世纪的支配者，诗女原母，炎之女王赫里欧斯·9所创造的。对应了原设定的「电气骑士」。
Headd Liner
GTM的操纵者，是经过培训专门用于操纵GTM战斗的特殊人类，对应原设定的「骑士」。
Automatic Flowers
简称AF，用于控制GTM运算的人造生命体，在星团历2310年替代GTM原有的控制系统「Sin Fire」而出现。在战斗时通称AF，在平时则被称为Fatima。

## 连载章节
本故事分为六个主要章节。
- 命運三女神-拉克西絲

为本故事的第一章故事，於1986年3月至1987年1月於《Newtype》內連載，並收錄於單行本第一冊內。
故事講述天照帝變裝成雷帝歐斯·蘇普到達究加太陽星團的亞特拉，應好友鉻·巴蘭榭的邀請，從Fatima的發表會帶走深愛著他的拉克西絲。
- 命運三女神-可羅索

於1987年2月至1988年3月及1988年8月至10月連載，收錄於單行本第二及第三冊內。
故事轉至拉克西絲的妹妹，「命運三女神」之一的可羅索身上。由於她是一位害怕MH的Fatima，透過烏莉可兒及寇拉斯三世的死，明白到鉻·巴蘭榭賦與自己星團最強大力量的命運。
- 交通網I

於1989年9月至1990年5月、1990年9月至1991年10月及1992年2月連載，收錄於單行本第四、第五及第六冊內。
故事講述在博斯的卡斯提波，不斷出現有MH被毀、騎士及Fatima被殺的事件，庫伯魯坎法國的倫騎士繆茲·邦·雷巴克、 費摩爾帝國的巴巴柳斯·碧及被通緝的劍聖道格拉斯·懷園一同尋找真相。4-6章節中，當時號稱星團最強的MH「破裂的人偶」第一次以全版登場。
- 命運三女神-流浪的阿特洛玻絲

於1992年3月至10月、1993年2月至10月、1994年3月至1995年3月及1995年8月至1996年9月連載，收錄於單行本第六、第七及第八冊內。
故事講述天照帝再次化身成雷帝歐斯·蘇普到達博斯上追查LED龍力量衰弱的原因，途中與逃走了的「命運三女神」之一的阿特洛玻絲重逢。
- 騎士們

於1997年6月至1998年5月、1998年12月至1999年9月及1999年11月至2000年3月連載，原名為《大君主的調律》，改名收錄於單行本第九及第十冊內。
故事由11段小插曲組成，從而帶出多個騎士及Fatima悲哀的命運。
- 大君主的調律

於2001年4月至9月、2001年12月至2002年6月及2003年6月至2004年7月連載，收錄於單行本第十一及第十二冊內。
故事講述哈斯哈聯合共和國被圍攻，劍聖道格拉斯·懷園的犧牲，及最後淪陷的經過。
- 帝王聖典

於1999年10月刊登，收錄於單行本第十冊內。於《騎士們》中插入，是只有序幕的故事。

## 出版書籍
连载于Newtype，经常性长时间休刊。在制作花之诗女 GOTHICMADE期间宣布长期暂停连载，直至2013年5月号重新宣布继续。

### 单行本
单行本日本版由角川书店Newtype 100% Comics出版，与月刊连载版有少许修改，第1，2卷在之后更换了作画后重新发行。台湾版由尖端出版社出版。
| 集數  | 角川書店       | 角川書店               | 尖端出版       | 尖端出版               |
| 集數  | 發售日期       | ISBN                   | 發售日期       | ISBN                   |
| ----- | -------------- | ---------------------- | -------------- | ---------------------- |
| Ⅰ     | 1987年5月21日  | ISBN 4-04-852061-X     | 1993年12月31日 | ISBN 957-10-0227-5     |
| Ⅱ     | 1988年7月1日   | ISBN 4-04-852107-1     | 1994年2月26日  | ISBN 957-10-0228-3     |
| Ⅲ     | 1990年9月1日   | ISBN 4-04-852275-5     | 1994年10月30日 | ISBN 957-10-0229-1     |
| Ⅳ     | 1991年10月1日  | ISBN 4-04-852311-0     | 1994年11月30日 | ISBN 957-10-0230-5     |
| Ⅴ     | 1992年11月20日 | ISBN 4-04-852367-7     | 1995年12月1日  | ISBN 957-10-0216-X     |
| Ⅵ     | 1994年3月30日  | ISBN 4-04-852468-1     | 1995年7月1日   | ISBN 957-10-0252-6     |
| Ⅶ     | 1995年4月30日  | ISBN 4-04-852559-6     | 1997年7月31日  | ISBN 957-10-0535-5     |
| Ⅷ     | 1997年2月28日  | ISBN 4-04-852774-3     | 1997年8月31日  | ISBN 957-10-1095-2     |
| Ⅸ     | 1998年9月30日  | ISBN 4-04-852957-0     | 1999年9月30日  | ISBN 957-10-2029-X     |
| Ⅹ     | 2000年10月1日  | ISBN 4-04-853249-5     | 2001年1月15日  | ISBN 957-10-2320-5     |
| Ⅺ     | 2003年4月30日  | ISBN 4-04-853569-4     | 2004年7月22日  | ISBN 957-10-2893-2     |
| Ⅻ     | 2006年4月10日  | ISBN 4-04-853950-0     | 2007年6月22日  | ISBN 978-957-103-561-1 |
| XIII  | 2015年8月10日  | ISBN 978-4-04-102242-9 | 2021年7月19日  | ISBN 978-957-109-017-7 |
| XIV   | 2018年2月10日  | ISBN 978-4-04-106207-4 | 2022年5月31日  | ISBN 978-626-316-824-4 |
| XV    | 2019年12月10日 | ISBN 978-4-04-108664-3 |                |                        |
| XVI   | 2021年10月8日  | ISBN 978-4-04-111570-1 |                |                        |
| XVII  | 2023年3月10日  | ISBN 978-4-04-113157-2 |                |                        |
| XVIII | 2025年3月10日  | ISBN 978-4-04-115810-4 |                |                        |

### REBOOT
为了纪念连载25周年，重新拆分前12卷的结构再分装发行，包含了部分初期没发表的画稿等，现发行了7卷。与单行本的差异在于对单行本的重新总结。
| 卷数 | 副標題               | 角川書店       | 角川書店               | 收錄内容                 |
| 卷数 | 副標題               | 發售日期       | ISBN                   | 收錄内容                 |
| ---- | -------------------- | -------------- | ---------------------- | ------------------------ |
| 1    | LACHESIS             | 2011年2月10日  | ISBN 978-4-04-854609-6 | 第1卷至第2卷20页         |
| 2    | CLOTHO               | 2011年4月9日   | ISBN 978-4-04-854622-5 | 第2卷23页至第3卷165页    |
| 3    | TRAFFICS             | 2011年6月10日  | ISBN 978-4-04-854641-6 | 第3卷166页至第5卷        |
| 4    | ATROPOS 1            | 2011年8月10日  | ISBN 978-4-04-854670-6 | 第6卷至第7卷149页        |
| 5    | ATROPOS 2            | 2011年10月8日  | ISBN 978-4-04-854698-0 | 第7卷150页至8卷          |
| 6    | THE CHIVALRIES       | 2012年1月10日  | ISBN 978-4-04-120043-8 | 第9卷至第10卷249页       |
| 7    | THE MAJESTIC STAND 1 | 2012年3月10日  | ISBN 978-4-04-120118-3 | 第11卷至第12卷           |
| Ex.1 | TRACER EXTRA 1       | 2012年10月10日 | ISBN 978-4-04-120478-8 | 收錄各界致敬作品及原稿   |
| Ex.2 | TRACER EXTRA 2       | 2013年3月25日  | ISBN 978-4-04-120665-2 | 收錄原作者新繪圖稿及解說 |

### F.S.S.DESIGNS
连载39年以来的最新设定手册，包括早期的设定，之后的设定变更和优先处理的设定。已發售7卷。
| 卷数 | 副標題                  | 角川書店      | 角川書店               |
| 卷数 | 副標題                  | 發售日期      | ISBN                   |
| ---- | ----------------------- | ------------- | ---------------------- |
| 1    | EASTER；A.K.D.          | 2005年9月20日 | ISBN 978-4-04-853881-7 |
| 2    | ADDLER：JUNO            | 2007年7月10日 | ISBN 978-4-04-854103-9 |
| 3    | KALLAMITY GORDERS：BOTH | 2008年9月25日 | ISBN 978-4-04-854254-8 |
| 4    | ja\|覇者の贈り物 =GOTHIC MADE=}}     | 2014年3月10日 | ISBN 978-4-04-110530-6 |
| 5    | LITTER．pict            | 2016年2月22日 | ISBN 978-4-04-103763-8 |
| 6    | XROSS JAMMER            | 2019年2月9日  | ISBN 978-4-04-107991-1 |
| 7    | ASH DECORATION          | 2024年3月8日  | ISBN 978-4-04-114676-7 |

### 相關書籍
皆由角川書店出版發行。
再版
- 《五星物語 第1卷 1998 EDITION》發售日期：1998年9月24日、ISBN 978-4-04-852996-9
- 《五星物語 第2卷 2005 EDITION》發售日期：2005年2月24日、ISBN 978-4-04-853822-0

雜誌書
《Newtype 13年6月號增刊 The Five Star Stories ISSUE》
- 發售日期：2001年4月26日、雜誌編號：0701006

《The Five Star Stories OUTLINE》（4月發售增刊雜誌的完全版） 
- 發售日期：2001年12月21日、ISBN 978-4-04-853463-5

紀念書籍
《ファイブスター物語（復刻版）》
本書為1989年上映的動畫電影的紀念書籍的復刻版。
- 發售日期：2003年4月14日、ISBN 978-4-04-853614-1

## 動畫

### 《五星物語The Movie》
《五星物語The Movie》（日語：ファイブスター物語The Movie，英語：The Five Star Stories The Movie）是系列第一部剧场版動畫，改编自单行本第一卷，由角川書店製作，於1989年推出。由やまざきかずお監督，重要聲優包括堀川亮及川村万梨阿。此作由角川書店製作，於1989年3月11日於日本首度公映，是至今唯一該漫畫系列的動畫版本。2002年推出DVD版本；2009年推出蓝光版本，2012年10月再次发行蓝光版。
- 故事內容：講述天照帝化身成雷帝歐斯·蘇普到達究加太陽星團的亞特拉參加其好友鉻·巴蘭榭博士最後的Fatima的發表會，並從中帶走深愛著他的拉克西絲的經過。電影故事正是《五星物語》漫畫系列的第1話《命運三女神-拉克西絲》。
- 演出
  - 導演：山崎和男
  - 製作：角川春樹
  - 企劃：田宮武
  - 製片：植田益朗
  - 人物設定、作畫監督：結城信輝
  - 機械作監：仲盛文
  - 編劇：遠藤明範
  - 攝影監督：三沢勝治
  - 音樂製作：石川光
  - 音樂：朝川朋之
  - 美術監督：金子英俊
- 聲優
  - 堀川亮（雷帝歐斯·蘇普／天照帝）
  - 川村万梨阿（拉克西絲）
  - 田中秀幸（鉻·巴蘭榭）
  - 若本規夫（波特·維拉得）
  - 永井一郎（尤巴大公）
  - 井上和彦（寇拉斯三世）
  - 中西妙子（片中旁白）
  - 佐々木るん（愛謝·紅壇鼎）
  - 鵜飼留美子（莉特拉ー）
  - 佐久間レイ（可羅索）
  - 鷹森淑乃（蘿伊·艾克絲）
  - 田原アルノ（比尤特）
  - 中尾隆聖（狄克斯·懷茲梅爾）
  - 中田和宏（蘭得安多·史巴孔）
  - 速水獎（波謝·諾敏）
  - 廣瀨正志（努·索德·格拉法特）
  - 二又一成（特羅拉）
  - 橫尾まり（梅加耶拉）
- 主题曲：瞳の中のファーラウェイ (瞳の中のFar away / 瞳中之遠處)
  - 作詞：川村真澄
  - 作曲：石田正人
  - 編曲：西平彰
  - 主唱：長山洋子
  - 單曲唱片於1989年2月21日由Victor Entertainment, Inc.(即JVC)發行
- 動畫電影零售版
  - VHS(錄影帶) / Beta (12.7毫米Betamax錄影帶) / Laser Disc (VCD鐳射映碟) - 由東寶株式會社發生
  - DVD 鐳射映碟 - 2003年4月17日, 由角川書店發行, 由ATLUS Co., Ltd.發售, 2008年4月25日再發售
  - Blu-ray Disc - 2009年11月27日 由角川映畫發售, 2012年10月10日再發售

### 《花之诗女 GOTHICMADE》
是系列第二部剧场版动画，由Automatic Flowers Studio、角川书店制作，于2012年11月1日上映。永野护兼任原作、导演、剧本、分镜、设计、原画等职。

## 外部連結
- Five Star Stories （页面存档备份，存于）（永野護公式サイト内）（日語）